# Étude d'échecs
|   | a | b | c | d | e | f | g | h |   |
| 8 | Fou blanc sur case noire f8 · Pion noir sur case blanche f7 · Pion blanc sur case noire e5 · Pion blanc sur case noire d4 · Pion noir sur case blanche b3 · Pion blanc sur case noire c3 · Fou blanc sur case blanche h3 · Pion noir sur case blanche a2 · Pion blanc sur case noire b2 · Roi noir sur case noire a1 · Roi blanc sur case noire c1 | Fou blanc sur case noire f8 · Pion noir sur case blanche f7 · Pion blanc sur case noire e5 · Pion blanc sur case noire d4 · Pion noir sur case blanche b3 · Pion blanc sur case noire c3 · Fou blanc sur case blanche h3 · Pion noir sur case blanche a2 · Pion blanc sur case noire b2 · Roi noir sur case noire a1 · Roi blanc sur case noire c1 | Fou blanc sur case noire f8 · Pion noir sur case blanche f7 · Pion blanc sur case noire e5 · Pion blanc sur case noire d4 · Pion noir sur case blanche b3 · Pion blanc sur case noire c3 · Fou blanc sur case blanche h3 · Pion noir sur case blanche a2 · Pion blanc sur case noire b2 · Roi noir sur case noire a1 · Roi blanc sur case noire c1 | Fou blanc sur case noire f8 · Pion noir sur case blanche f7 · Pion blanc sur case noire e5 · Pion blanc sur case noire d4 · Pion noir sur case blanche b3 · Pion blanc sur case noire c3 · Fou blanc sur case blanche h3 · Pion noir sur case blanche a2 · Pion blanc sur case noire b2 · Roi noir sur case noire a1 · Roi blanc sur case noire c1 | Fou blanc sur case noire f8 · Pion noir sur case blanche f7 · Pion blanc sur case noire e5 · Pion blanc sur case noire d4 · Pion noir sur case blanche b3 · Pion blanc sur case noire c3 · Fou blanc sur case blanche h3 · Pion noir sur case blanche a2 · Pion blanc sur case noire b2 · Roi noir sur case noire a1 · Roi blanc sur case noire c1 | Fou blanc sur case noire f8 · Pion noir sur case blanche f7 · Pion blanc sur case noire e5 · Pion blanc sur case noire d4 · Pion noir sur case blanche b3 · Pion blanc sur case noire c3 · Fou blanc sur case blanche h3 · Pion noir sur case blanche a2 · Pion blanc sur case noire b2 · Roi noir sur case noire a1 · Roi blanc sur case noire c1 | Fou blanc sur case noire f8 · Pion noir sur case blanche f7 · Pion blanc sur case noire e5 · Pion blanc sur case noire d4 · Pion noir sur case blanche b3 · Pion blanc sur case noire c3 · Fou blanc sur case blanche h3 · Pion noir sur case blanche a2 · Pion blanc sur case noire b2 · Roi noir sur case noire a1 · Roi blanc sur case noire c1 | Fou blanc sur case noire f8 · Pion noir sur case blanche f7 · Pion blanc sur case noire e5 · Pion blanc sur case noire d4 · Pion noir sur case blanche b3 · Pion blanc sur case noire c3 · Fou blanc sur case blanche h3 · Pion noir sur case blanche a2 · Pion blanc sur case noire b2 · Roi noir sur case noire a1 · Roi blanc sur case noire c1 | 8 |
| 7 | Fou blanc sur case noire f8 · Pion noir sur case blanche f7 · Pion blanc sur case noire e5 · Pion blanc sur case noire d4 · Pion noir sur case blanche b3 · Pion blanc sur case noire c3 · Fou blanc sur case blanche h3 · Pion noir sur case blanche a2 · Pion blanc sur case noire b2 · Roi noir sur case noire a1 · Roi blanc sur case noire c1 | Fou blanc sur case noire f8 · Pion noir sur case blanche f7 · Pion blanc sur case noire e5 · Pion blanc sur case noire d4 · Pion noir sur case blanche b3 · Pion blanc sur case noire c3 · Fou blanc sur case blanche h3 · Pion noir sur case blanche a2 · Pion blanc sur case noire b2 · Roi noir sur case noire a1 · Roi blanc sur case noire c1 | Fou blanc sur case noire f8 · Pion noir sur case blanche f7 · Pion blanc sur case noire e5 · Pion blanc sur case noire d4 · Pion noir sur case blanche b3 · Pion blanc sur case noire c3 · Fou blanc sur case blanche h3 · Pion noir sur case blanche a2 · Pion blanc sur case noire b2 · Roi noir sur case noire a1 · Roi blanc sur case noire c1 | Fou blanc sur case noire f8 · Pion noir sur case blanche f7 · Pion blanc sur case noire e5 · Pion blanc sur case noire d4 · Pion noir sur case blanche b3 · Pion blanc sur case noire c3 · Fou blanc sur case blanche h3 · Pion noir sur case blanche a2 · Pion blanc sur case noire b2 · Roi noir sur case noire a1 · Roi blanc sur case noire c1 | Fou blanc sur case noire f8 · Pion noir sur case blanche f7 · Pion blanc sur case noire e5 · Pion blanc sur case noire d4 · Pion noir sur case blanche b3 · Pion blanc sur case noire c3 · Fou blanc sur case blanche h3 · Pion noir sur case blanche a2 · Pion blanc sur case noire b2 · Roi noir sur case noire a1 · Roi blanc sur case noire c1 | Fou blanc sur case noire f8 · Pion noir sur case blanche f7 · Pion blanc sur case noire e5 · Pion blanc sur case noire d4 · Pion noir sur case blanche b3 · Pion blanc sur case noire c3 · Fou blanc sur case blanche h3 · Pion noir sur case blanche a2 · Pion blanc sur case noire b2 · Roi noir sur case noire a1 · Roi blanc sur case noire c1 | Fou blanc sur case noire f8 · Pion noir sur case blanche f7 · Pion blanc sur case noire e5 · Pion blanc sur case noire d4 · Pion noir sur case blanche b3 · Pion blanc sur case noire c3 · Fou blanc sur case blanche h3 · Pion noir sur case blanche a2 · Pion blanc sur case noire b2 · Roi noir sur case noire a1 · Roi blanc sur case noire c1 | Fou blanc sur case noire f8 · Pion noir sur case blanche f7 · Pion blanc sur case noire e5 · Pion blanc sur case noire d4 · Pion noir sur case blanche b3 · Pion blanc sur case noire c3 · Fou blanc sur case blanche h3 · Pion noir sur case blanche a2 · Pion blanc sur case noire b2 · Roi noir sur case noire a1 · Roi blanc sur case noire c1 | 7 |
| 6 | Fou blanc sur case noire f8 · Pion noir sur case blanche f7 · Pion blanc sur case noire e5 · Pion blanc sur case noire d4 · Pion noir sur case blanche b3 · Pion blanc sur case noire c3 · Fou blanc sur case blanche h3 · Pion noir sur case blanche a2 · Pion blanc sur case noire b2 · Roi noir sur case noire a1 · Roi blanc sur case noire c1 | Fou blanc sur case noire f8 · Pion noir sur case blanche f7 · Pion blanc sur case noire e5 · Pion blanc sur case noire d4 · Pion noir sur case blanche b3 · Pion blanc sur case noire c3 · Fou blanc sur case blanche h3 · Pion noir sur case blanche a2 · Pion blanc sur case noire b2 · Roi noir sur case noire a1 · Roi blanc sur case noire c1 | Fou blanc sur case noire f8 · Pion noir sur case blanche f7 · Pion blanc sur case noire e5 · Pion blanc sur case noire d4 · Pion noir sur case blanche b3 · Pion blanc sur case noire c3 · Fou blanc sur case blanche h3 · Pion noir sur case blanche a2 · Pion blanc sur case noire b2 · Roi noir sur case noire a1 · Roi blanc sur case noire c1 | Fou blanc sur case noire f8 · Pion noir sur case blanche f7 · Pion blanc sur case noire e5 · Pion blanc sur case noire d4 · Pion noir sur case blanche b3 · Pion blanc sur case noire c3 · Fou blanc sur case blanche h3 · Pion noir sur case blanche a2 · Pion blanc sur case noire b2 · Roi noir sur case noire a1 · Roi blanc sur case noire c1 | Fou blanc sur case noire f8 · Pion noir sur case blanche f7 · Pion blanc sur case noire e5 · Pion blanc sur case noire d4 · Pion noir sur case blanche b3 · Pion blanc sur case noire c3 · Fou blanc sur case blanche h3 · Pion noir sur case blanche a2 · Pion blanc sur case noire b2 · Roi noir sur case noire a1 · Roi blanc sur case noire c1 | Fou blanc sur case noire f8 · Pion noir sur case blanche f7 · Pion blanc sur case noire e5 · Pion blanc sur case noire d4 · Pion noir sur case blanche b3 · Pion blanc sur case noire c3 · Fou blanc sur case blanche h3 · Pion noir sur case blanche a2 · Pion blanc sur case noire b2 · Roi noir sur case noire a1 · Roi blanc sur case noire c1 | Fou blanc sur case noire f8 · Pion noir sur case blanche f7 · Pion blanc sur case noire e5 · Pion blanc sur case noire d4 · Pion noir sur case blanche b3 · Pion blanc sur case noire c3 · Fou blanc sur case blanche h3 · Pion noir sur case blanche a2 · Pion blanc sur case noire b2 · Roi noir sur case noire a1 · Roi blanc sur case noire c1 | Fou blanc sur case noire f8 · Pion noir sur case blanche f7 · Pion blanc sur case noire e5 · Pion blanc sur case noire d4 · Pion noir sur case blanche b3 · Pion blanc sur case noire c3 · Fou blanc sur case blanche h3 · Pion noir sur case blanche a2 · Pion blanc sur case noire b2 · Roi noir sur case noire a1 · Roi blanc sur case noire c1 | 6 |
| 5 | Fou blanc sur case noire f8 · Pion noir sur case blanche f7 · Pion blanc sur case noire e5 · Pion blanc sur case noire d4 · Pion noir sur case blanche b3 · Pion blanc sur case noire c3 · Fou blanc sur case blanche h3 · Pion noir sur case blanche a2 · Pion blanc sur case noire b2 · Roi noir sur case noire a1 · Roi blanc sur case noire c1 | Fou blanc sur case noire f8 · Pion noir sur case blanche f7 · Pion blanc sur case noire e5 · Pion blanc sur case noire d4 · Pion noir sur case blanche b3 · Pion blanc sur case noire c3 · Fou blanc sur case blanche h3 · Pion noir sur case blanche a2 · Pion blanc sur case noire b2 · Roi noir sur case noire a1 · Roi blanc sur case noire c1 | Fou blanc sur case noire f8 · Pion noir sur case blanche f7 · Pion blanc sur case noire e5 · Pion blanc sur case noire d4 · Pion noir sur case blanche b3 · Pion blanc sur case noire c3 · Fou blanc sur case blanche h3 · Pion noir sur case blanche a2 · Pion blanc sur case noire b2 · Roi noir sur case noire a1 · Roi blanc sur case noire c1 | Fou blanc sur case noire f8 · Pion noir sur case blanche f7 · Pion blanc sur case noire e5 · Pion blanc sur case noire d4 · Pion noir sur case blanche b3 · Pion blanc sur case noire c3 · Fou blanc sur case blanche h3 · Pion noir sur case blanche a2 · Pion blanc sur case noire b2 · Roi noir sur case noire a1 · Roi blanc sur case noire c1 | Fou blanc sur case noire f8 · Pion noir sur case blanche f7 · Pion blanc sur case noire e5 · Pion blanc sur case noire d4 · Pion noir sur case blanche b3 · Pion blanc sur case noire c3 · Fou blanc sur case blanche h3 · Pion noir sur case blanche a2 · Pion blanc sur case noire b2 · Roi noir sur case noire a1 · Roi blanc sur case noire c1 | Fou blanc sur case noire f8 · Pion noir sur case blanche f7 · Pion blanc sur case noire e5 · Pion blanc sur case noire d4 · Pion noir sur case blanche b3 · Pion blanc sur case noire c3 · Fou blanc sur case blanche h3 · Pion noir sur case blanche a2 · Pion blanc sur case noire b2 · Roi noir sur case noire a1 · Roi blanc sur case noire c1 | Fou blanc sur case noire f8 · Pion noir sur case blanche f7 · Pion blanc sur case noire e5 · Pion blanc sur case noire d4 · Pion noir sur case blanche b3 · Pion blanc sur case noire c3 · Fou blanc sur case blanche h3 · Pion noir sur case blanche a2 · Pion blanc sur case noire b2 · Roi noir sur case noire a1 · Roi blanc sur case noire c1 | Fou blanc sur case noire f8 · Pion noir sur case blanche f7 · Pion blanc sur case noire e5 · Pion blanc sur case noire d4 · Pion noir sur case blanche b3 · Pion blanc sur case noire c3 · Fou blanc sur case blanche h3 · Pion noir sur case blanche a2 · Pion blanc sur case noire b2 · Roi noir sur case noire a1 · Roi blanc sur case noire c1 | 5 |
| 4 | Fou blanc sur case noire f8 · Pion noir sur case blanche f7 · Pion blanc sur case noire e5 · Pion blanc sur case noire d4 · Pion noir sur case blanche b3 · Pion blanc sur case noire c3 · Fou blanc sur case blanche h3 · Pion noir sur case blanche a2 · Pion blanc sur case noire b2 · Roi noir sur case noire a1 · Roi blanc sur case noire c1 | Fou blanc sur case noire f8 · Pion noir sur case blanche f7 · Pion blanc sur case noire e5 · Pion blanc sur case noire d4 · Pion noir sur case blanche b3 · Pion blanc sur case noire c3 · Fou blanc sur case blanche h3 · Pion noir sur case blanche a2 · Pion blanc sur case noire b2 · Roi noir sur case noire a1 · Roi blanc sur case noire c1 | Fou blanc sur case noire f8 · Pion noir sur case blanche f7 · Pion blanc sur case noire e5 · Pion blanc sur case noire d4 · Pion noir sur case blanche b3 · Pion blanc sur case noire c3 · Fou blanc sur case blanche h3 · Pion noir sur case blanche a2 · Pion blanc sur case noire b2 · Roi noir sur case noire a1 · Roi blanc sur case noire c1 | Fou blanc sur case noire f8 · Pion noir sur case blanche f7 · Pion blanc sur case noire e5 · Pion blanc sur case noire d4 · Pion noir sur case blanche b3 · Pion blanc sur case noire c3 · Fou blanc sur case blanche h3 · Pion noir sur case blanche a2 · Pion blanc sur case noire b2 · Roi noir sur case noire a1 · Roi blanc sur case noire c1 | Fou blanc sur case noire f8 · Pion noir sur case blanche f7 · Pion blanc sur case noire e5 · Pion blanc sur case noire d4 · Pion noir sur case blanche b3 · Pion blanc sur case noire c3 · Fou blanc sur case blanche h3 · Pion noir sur case blanche a2 · Pion blanc sur case noire b2 · Roi noir sur case noire a1 · Roi blanc sur case noire c1 | Fou blanc sur case noire f8 · Pion noir sur case blanche f7 · Pion blanc sur case noire e5 · Pion blanc sur case noire d4 · Pion noir sur case blanche b3 · Pion blanc sur case noire c3 · Fou blanc sur case blanche h3 · Pion noir sur case blanche a2 · Pion blanc sur case noire b2 · Roi noir sur case noire a1 · Roi blanc sur case noire c1 | Fou blanc sur case noire f8 · Pion noir sur case blanche f7 · Pion blanc sur case noire e5 · Pion blanc sur case noire d4 · Pion noir sur case blanche b3 · Pion blanc sur case noire c3 · Fou blanc sur case blanche h3 · Pion noir sur case blanche a2 · Pion blanc sur case noire b2 · Roi noir sur case noire a1 · Roi blanc sur case noire c1 | Fou blanc sur case noire f8 · Pion noir sur case blanche f7 · Pion blanc sur case noire e5 · Pion blanc sur case noire d4 · Pion noir sur case blanche b3 · Pion blanc sur case noire c3 · Fou blanc sur case blanche h3 · Pion noir sur case blanche a2 · Pion blanc sur case noire b2 · Roi noir sur case noire a1 · Roi blanc sur case noire c1 | 4 |
| 3 | Fou blanc sur case noire f8 · Pion noir sur case blanche f7 · Pion blanc sur case noire e5 · Pion blanc sur case noire d4 · Pion noir sur case blanche b3 · Pion blanc sur case noire c3 · Fou blanc sur case blanche h3 · Pion noir sur case blanche a2 · Pion blanc sur case noire b2 · Roi noir sur case noire a1 · Roi blanc sur case noire c1 | Fou blanc sur case noire f8 · Pion noir sur case blanche f7 · Pion blanc sur case noire e5 · Pion blanc sur case noire d4 · Pion noir sur case blanche b3 · Pion blanc sur case noire c3 · Fou blanc sur case blanche h3 · Pion noir sur case blanche a2 · Pion blanc sur case noire b2 · Roi noir sur case noire a1 · Roi blanc sur case noire c1 | Fou blanc sur case noire f8 · Pion noir sur case blanche f7 · Pion blanc sur case noire e5 · Pion blanc sur case noire d4 · Pion noir sur case blanche b3 · Pion blanc sur case noire c3 · Fou blanc sur case blanche h3 · Pion noir sur case blanche a2 · Pion blanc sur case noire b2 · Roi noir sur case noire a1 · Roi blanc sur case noire c1 | Fou blanc sur case noire f8 · Pion noir sur case blanche f7 · Pion blanc sur case noire e5 · Pion blanc sur case noire d4 · Pion noir sur case blanche b3 · Pion blanc sur case noire c3 · Fou blanc sur case blanche h3 · Pion noir sur case blanche a2 · Pion blanc sur case noire b2 · Roi noir sur case noire a1 · Roi blanc sur case noire c1 | Fou blanc sur case noire f8 · Pion noir sur case blanche f7 · Pion blanc sur case noire e5 · Pion blanc sur case noire d4 · Pion noir sur case blanche b3 · Pion blanc sur case noire c3 · Fou blanc sur case blanche h3 · Pion noir sur case blanche a2 · Pion blanc sur case noire b2 · Roi noir sur case noire a1 · Roi blanc sur case noire c1 | Fou blanc sur case noire f8 · Pion noir sur case blanche f7 · Pion blanc sur case noire e5 · Pion blanc sur case noire d4 · Pion noir sur case blanche b3 · Pion blanc sur case noire c3 · Fou blanc sur case blanche h3 · Pion noir sur case blanche a2 · Pion blanc sur case noire b2 · Roi noir sur case noire a1 · Roi blanc sur case noire c1 | Fou blanc sur case noire f8 · Pion noir sur case blanche f7 · Pion blanc sur case noire e5 · Pion blanc sur case noire d4 · Pion noir sur case blanche b3 · Pion blanc sur case noire c3 · Fou blanc sur case blanche h3 · Pion noir sur case blanche a2 · Pion blanc sur case noire b2 · Roi noir sur case noire a1 · Roi blanc sur case noire c1 | Fou blanc sur case noire f8 · Pion noir sur case blanche f7 · Pion blanc sur case noire e5 · Pion blanc sur case noire d4 · Pion noir sur case blanche b3 · Pion blanc sur case noire c3 · Fou blanc sur case blanche h3 · Pion noir sur case blanche a2 · Pion blanc sur case noire b2 · Roi noir sur case noire a1 · Roi blanc sur case noire c1 | 3 |
| 2 | Fou blanc sur case noire f8 · Pion noir sur case blanche f7 · Pion blanc sur case noire e5 · Pion blanc sur case noire d4 · Pion noir sur case blanche b3 · Pion blanc sur case noire c3 · Fou blanc sur case blanche h3 · Pion noir sur case blanche a2 · Pion blanc sur case noire b2 · Roi noir sur case noire a1 · Roi blanc sur case noire c1 | Fou blanc sur case noire f8 · Pion noir sur case blanche f7 · Pion blanc sur case noire e5 · Pion blanc sur case noire d4 · Pion noir sur case blanche b3 · Pion blanc sur case noire c3 · Fou blanc sur case blanche h3 · Pion noir sur case blanche a2 · Pion blanc sur case noire b2 · Roi noir sur case noire a1 · Roi blanc sur case noire c1 | Fou blanc sur case noire f8 · Pion noir sur case blanche f7 · Pion blanc sur case noire e5 · Pion blanc sur case noire d4 · Pion noir sur case blanche b3 · Pion blanc sur case noire c3 · Fou blanc sur case blanche h3 · Pion noir sur case blanche a2 · Pion blanc sur case noire b2 · Roi noir sur case noire a1 · Roi blanc sur case noire c1 | Fou blanc sur case noire f8 · Pion noir sur case blanche f7 · Pion blanc sur case noire e5 · Pion blanc sur case noire d4 · Pion noir sur case blanche b3 · Pion blanc sur case noire c3 · Fou blanc sur case blanche h3 · Pion noir sur case blanche a2 · Pion blanc sur case noire b2 · Roi noir sur case noire a1 · Roi blanc sur case noire c1 | Fou blanc sur case noire f8 · Pion noir sur case blanche f7 · Pion blanc sur case noire e5 · Pion blanc sur case noire d4 · Pion noir sur case blanche b3 · Pion blanc sur case noire c3 · Fou blanc sur case blanche h3 · Pion noir sur case blanche a2 · Pion blanc sur case noire b2 · Roi noir sur case noire a1 · Roi blanc sur case noire c1 | Fou blanc sur case noire f8 · Pion noir sur case blanche f7 · Pion blanc sur case noire e5 · Pion blanc sur case noire d4 · Pion noir sur case blanche b3 · Pion blanc sur case noire c3 · Fou blanc sur case blanche h3 · Pion noir sur case blanche a2 · Pion blanc sur case noire b2 · Roi noir sur case noire a1 · Roi blanc sur case noire c1 | Fou blanc sur case noire f8 · Pion noir sur case blanche f7 · Pion blanc sur case noire e5 · Pion blanc sur case noire d4 · Pion noir sur case blanche b3 · Pion blanc sur case noire c3 · Fou blanc sur case blanche h3 · Pion noir sur case blanche a2 · Pion blanc sur case noire b2 · Roi noir sur case noire a1 · Roi blanc sur case noire c1 | Fou blanc sur case noire f8 · Pion noir sur case blanche f7 · Pion blanc sur case noire e5 · Pion blanc sur case noire d4 · Pion noir sur case blanche b3 · Pion blanc sur case noire c3 · Fou blanc sur case blanche h3 · Pion noir sur case blanche a2 · Pion blanc sur case noire b2 · Roi noir sur case noire a1 · Roi blanc sur case noire c1 | 2 |
| 1 | Fou blanc sur case noire f8 · Pion noir sur case blanche f7 · Pion blanc sur case noire e5 · Pion blanc sur case noire d4 · Pion noir sur case blanche b3 · Pion blanc sur case noire c3 · Fou blanc sur case blanche h3 · Pion noir sur case blanche a2 · Pion blanc sur case noire b2 · Roi noir sur case noire a1 · Roi blanc sur case noire c1 | Fou blanc sur case noire f8 · Pion noir sur case blanche f7 · Pion blanc sur case noire e5 · Pion blanc sur case noire d4 · Pion noir sur case blanche b3 · Pion blanc sur case noire c3 · Fou blanc sur case blanche h3 · Pion noir sur case blanche a2 · Pion blanc sur case noire b2 · Roi noir sur case noire a1 · Roi blanc sur case noire c1 | Fou blanc sur case noire f8 · Pion noir sur case blanche f7 · Pion blanc sur case noire e5 · Pion blanc sur case noire d4 · Pion noir sur case blanche b3 · Pion blanc sur case noire c3 · Fou blanc sur case blanche h3 · Pion noir sur case blanche a2 · Pion blanc sur case noire b2 · Roi noir sur case noire a1 · Roi blanc sur case noire c1 | Fou blanc sur case noire f8 · Pion noir sur case blanche f7 · Pion blanc sur case noire e5 · Pion blanc sur case noire d4 · Pion noir sur case blanche b3 · Pion blanc sur case noire c3 · Fou blanc sur case blanche h3 · Pion noir sur case blanche a2 · Pion blanc sur case noire b2 · Roi noir sur case noire a1 · Roi blanc sur case noire c1 | Fou blanc sur case noire f8 · Pion noir sur case blanche f7 · Pion blanc sur case noire e5 · Pion blanc sur case noire d4 · Pion noir sur case blanche b3 · Pion blanc sur case noire c3 · Fou blanc sur case blanche h3 · Pion noir sur case blanche a2 · Pion blanc sur case noire b2 · Roi noir sur case noire a1 · Roi blanc sur case noire c1 | Fou blanc sur case noire f8 · Pion noir sur case blanche f7 · Pion blanc sur case noire e5 · Pion blanc sur case noire d4 · Pion noir sur case blanche b3 · Pion blanc sur case noire c3 · Fou blanc sur case blanche h3 · Pion noir sur case blanche a2 · Pion blanc sur case noire b2 · Roi noir sur case noire a1 · Roi blanc sur case noire c1 | Fou blanc sur case noire f8 · Pion noir sur case blanche f7 · Pion blanc sur case noire e5 · Pion blanc sur case noire d4 · Pion noir sur case blanche b3 · Pion blanc sur case noire c3 · Fou blanc sur case blanche h3 · Pion noir sur case blanche a2 · Pion blanc sur case noire b2 · Roi noir sur case noire a1 · Roi blanc sur case noire c1 | Fou blanc sur case noire f8 · Pion noir sur case blanche f7 · Pion blanc sur case noire e5 · Pion blanc sur case noire d4 · Pion noir sur case blanche b3 · Pion blanc sur case noire c3 · Fou blanc sur case blanche h3 · Pion noir sur case blanche a2 · Pion blanc sur case noire b2 · Roi noir sur case noire a1 · Roi blanc sur case noire c1 | 1 |
|   | a | b | c | d | e | f | g | h |   |

Une étude de fin de partie ou étude est une position du jeu d'échecs « composée ». Cela signifie qu'au lieu de provenir d'une partie réellement jouée, elle a été construite afin d'être présentée à la manière d'une énigme. L'objectif est de découvrir le moyen unique pour les blancs de gagner ou d'annuler la partie suivant les cas, et ce, contre toute défense des noirs.
Dans la mesure où ce sont des positions composées, les études font partie des problèmes d'échecs. Deux énoncés principaux sont utilisés : « Les blancs jouent et gagnent » et « Les blancs jouent et font nulle » (on évite par simple convention de donner le trait aux noirs mais c'est parfois nécessaire). Les études ont parfois l'apparence de parties réelles car ces énoncés sont compatibles avec la réalité du jeu entre joueurs.
Une étude doit avoir une solution unique pour être considérée comme valide. On préfère aussi que chacun des coups blancs de la solution soit unique, certaines options mineures sont tolérées mais peuvent éventuellement diminuer la valeur de l'œuvre. Par exemple, le fait d'avoir deux chemins possibles pour un cavalier en b1-c3-b5 et b1-a3-b5.
Il existe des milliers d'études créées par des compositeurs dans le monde entier depuis environ 400 ans. De nos jours, de nouvelles études paraissent tous les mois dans des magazines dédiés aux problèmes d'échecs, tels les magazines français Phénix et Diagrammes. Les plus remarquées d'entre elles sont reproduites dans des magazines internationaux dont certains sont entièrement dédiés aux études, tel le magazine britannique EG, dans les magazines destinés aux joueurs d'échecs ou même dans des quotidiens, tel Le Monde, dans une rubrique hebdomadaire. Les études sont également disponibles sous forme de compilations dans de nombreux ouvrages ainsi que, depuis quelques années, dans des bases de données sur CD-ROM, tel que Endgame Study Database 2000 de Harold van der Heijden (en), qui répertorie plusieurs dizaines de milliers d'études.

## Historique
Les études sont antérieures au jeu d'échecs dans sa forme moderne. On trouve des études de Chatrang (ancêtre du jeu d'échecs) dans des manuscrits datant du IXe siècle, et les plus anciens traités du jeu d'échecs moderne tels que ceux de Luis Ramirez Lucena et Pedro Damiano (fin du XVe siècle et début du XVIe siècle) en contiennent également. Cependant, ces études comportent souvent des pièces superflues, ajoutées dans le seul but de les faire ressembler à des parties réelles mais qui ne jouent aucun rôle dans la solution (ceci n'arrive jamais dans les études modernes).
Plusieurs noms ont été donnés à ces positions, par exemple Damiano les appelait subtilités. Le premier livre dans lequel on les a nommées études semble être Études d'échecs, publié en 1851 par Josef Kling et Bernhard Horwitz. Cet ouvrage est parfois considéré comme le point de départ de l'étude d'échecs moderne. On considère généralement que les contributions d'Alekseï Troïtski et Henri Rinck ont élevé cette forme de composition au niveau d'un art vers la fin du XIXe siècle.
La plupart des compositeurs, y compris Troïtski, Rinck, ainsi que d'autres grandes figures telles que Genrikh Kasparian, sont célèbres pour leurs études et pratiquement inconnus en tant que joueurs. Cependant, quelques joueurs célèbres ont composé des études, parmi les plus connus se trouvent Emanuel Lasker, Richard Réti, Vassily Smyslov et Jan Timman.

## Une étude de Réti
|   | a | b | c | d | e | f | g | h |   |
| 8 | Roi blanc sur case noire h8 · Roi noir sur case blanche a6 · Pion blanc sur case blanche c6 · Pion noir sur case blanche h5 | Roi blanc sur case noire h8 · Roi noir sur case blanche a6 · Pion blanc sur case blanche c6 · Pion noir sur case blanche h5 | Roi blanc sur case noire h8 · Roi noir sur case blanche a6 · Pion blanc sur case blanche c6 · Pion noir sur case blanche h5 | Roi blanc sur case noire h8 · Roi noir sur case blanche a6 · Pion blanc sur case blanche c6 · Pion noir sur case blanche h5 | Roi blanc sur case noire h8 · Roi noir sur case blanche a6 · Pion blanc sur case blanche c6 · Pion noir sur case blanche h5 | Roi blanc sur case noire h8 · Roi noir sur case blanche a6 · Pion blanc sur case blanche c6 · Pion noir sur case blanche h5 | Roi blanc sur case noire h8 · Roi noir sur case blanche a6 · Pion blanc sur case blanche c6 · Pion noir sur case blanche h5 | Roi blanc sur case noire h8 · Roi noir sur case blanche a6 · Pion blanc sur case blanche c6 · Pion noir sur case blanche h5 | 8 |
| 7 | Roi blanc sur case noire h8 · Roi noir sur case blanche a6 · Pion blanc sur case blanche c6 · Pion noir sur case blanche h5 | Roi blanc sur case noire h8 · Roi noir sur case blanche a6 · Pion blanc sur case blanche c6 · Pion noir sur case blanche h5 | Roi blanc sur case noire h8 · Roi noir sur case blanche a6 · Pion blanc sur case blanche c6 · Pion noir sur case blanche h5 | Roi blanc sur case noire h8 · Roi noir sur case blanche a6 · Pion blanc sur case blanche c6 · Pion noir sur case blanche h5 | Roi blanc sur case noire h8 · Roi noir sur case blanche a6 · Pion blanc sur case blanche c6 · Pion noir sur case blanche h5 | Roi blanc sur case noire h8 · Roi noir sur case blanche a6 · Pion blanc sur case blanche c6 · Pion noir sur case blanche h5 | Roi blanc sur case noire h8 · Roi noir sur case blanche a6 · Pion blanc sur case blanche c6 · Pion noir sur case blanche h5 | Roi blanc sur case noire h8 · Roi noir sur case blanche a6 · Pion blanc sur case blanche c6 · Pion noir sur case blanche h5 | 7 |
| 6 | Roi blanc sur case noire h8 · Roi noir sur case blanche a6 · Pion blanc sur case blanche c6 · Pion noir sur case blanche h5 | Roi blanc sur case noire h8 · Roi noir sur case blanche a6 · Pion blanc sur case blanche c6 · Pion noir sur case blanche h5 | Roi blanc sur case noire h8 · Roi noir sur case blanche a6 · Pion blanc sur case blanche c6 · Pion noir sur case blanche h5 | Roi blanc sur case noire h8 · Roi noir sur case blanche a6 · Pion blanc sur case blanche c6 · Pion noir sur case blanche h5 | Roi blanc sur case noire h8 · Roi noir sur case blanche a6 · Pion blanc sur case blanche c6 · Pion noir sur case blanche h5 | Roi blanc sur case noire h8 · Roi noir sur case blanche a6 · Pion blanc sur case blanche c6 · Pion noir sur case blanche h5 | Roi blanc sur case noire h8 · Roi noir sur case blanche a6 · Pion blanc sur case blanche c6 · Pion noir sur case blanche h5 | Roi blanc sur case noire h8 · Roi noir sur case blanche a6 · Pion blanc sur case blanche c6 · Pion noir sur case blanche h5 | 6 |
| 5 | Roi blanc sur case noire h8 · Roi noir sur case blanche a6 · Pion blanc sur case blanche c6 · Pion noir sur case blanche h5 | Roi blanc sur case noire h8 · Roi noir sur case blanche a6 · Pion blanc sur case blanche c6 · Pion noir sur case blanche h5 | Roi blanc sur case noire h8 · Roi noir sur case blanche a6 · Pion blanc sur case blanche c6 · Pion noir sur case blanche h5 | Roi blanc sur case noire h8 · Roi noir sur case blanche a6 · Pion blanc sur case blanche c6 · Pion noir sur case blanche h5 | Roi blanc sur case noire h8 · Roi noir sur case blanche a6 · Pion blanc sur case blanche c6 · Pion noir sur case blanche h5 | Roi blanc sur case noire h8 · Roi noir sur case blanche a6 · Pion blanc sur case blanche c6 · Pion noir sur case blanche h5 | Roi blanc sur case noire h8 · Roi noir sur case blanche a6 · Pion blanc sur case blanche c6 · Pion noir sur case blanche h5 | Roi blanc sur case noire h8 · Roi noir sur case blanche a6 · Pion blanc sur case blanche c6 · Pion noir sur case blanche h5 | 5 |
| 4 | Roi blanc sur case noire h8 · Roi noir sur case blanche a6 · Pion blanc sur case blanche c6 · Pion noir sur case blanche h5 | Roi blanc sur case noire h8 · Roi noir sur case blanche a6 · Pion blanc sur case blanche c6 · Pion noir sur case blanche h5 | Roi blanc sur case noire h8 · Roi noir sur case blanche a6 · Pion blanc sur case blanche c6 · Pion noir sur case blanche h5 | Roi blanc sur case noire h8 · Roi noir sur case blanche a6 · Pion blanc sur case blanche c6 · Pion noir sur case blanche h5 | Roi blanc sur case noire h8 · Roi noir sur case blanche a6 · Pion blanc sur case blanche c6 · Pion noir sur case blanche h5 | Roi blanc sur case noire h8 · Roi noir sur case blanche a6 · Pion blanc sur case blanche c6 · Pion noir sur case blanche h5 | Roi blanc sur case noire h8 · Roi noir sur case blanche a6 · Pion blanc sur case blanche c6 · Pion noir sur case blanche h5 | Roi blanc sur case noire h8 · Roi noir sur case blanche a6 · Pion blanc sur case blanche c6 · Pion noir sur case blanche h5 | 4 |
| 3 | Roi blanc sur case noire h8 · Roi noir sur case blanche a6 · Pion blanc sur case blanche c6 · Pion noir sur case blanche h5 | Roi blanc sur case noire h8 · Roi noir sur case blanche a6 · Pion blanc sur case blanche c6 · Pion noir sur case blanche h5 | Roi blanc sur case noire h8 · Roi noir sur case blanche a6 · Pion blanc sur case blanche c6 · Pion noir sur case blanche h5 | Roi blanc sur case noire h8 · Roi noir sur case blanche a6 · Pion blanc sur case blanche c6 · Pion noir sur case blanche h5 | Roi blanc sur case noire h8 · Roi noir sur case blanche a6 · Pion blanc sur case blanche c6 · Pion noir sur case blanche h5 | Roi blanc sur case noire h8 · Roi noir sur case blanche a6 · Pion blanc sur case blanche c6 · Pion noir sur case blanche h5 | Roi blanc sur case noire h8 · Roi noir sur case blanche a6 · Pion blanc sur case blanche c6 · Pion noir sur case blanche h5 | Roi blanc sur case noire h8 · Roi noir sur case blanche a6 · Pion blanc sur case blanche c6 · Pion noir sur case blanche h5 | 3 |
| 2 | Roi blanc sur case noire h8 · Roi noir sur case blanche a6 · Pion blanc sur case blanche c6 · Pion noir sur case blanche h5 | Roi blanc sur case noire h8 · Roi noir sur case blanche a6 · Pion blanc sur case blanche c6 · Pion noir sur case blanche h5 | Roi blanc sur case noire h8 · Roi noir sur case blanche a6 · Pion blanc sur case blanche c6 · Pion noir sur case blanche h5 | Roi blanc sur case noire h8 · Roi noir sur case blanche a6 · Pion blanc sur case blanche c6 · Pion noir sur case blanche h5 | Roi blanc sur case noire h8 · Roi noir sur case blanche a6 · Pion blanc sur case blanche c6 · Pion noir sur case blanche h5 | Roi blanc sur case noire h8 · Roi noir sur case blanche a6 · Pion blanc sur case blanche c6 · Pion noir sur case blanche h5 | Roi blanc sur case noire h8 · Roi noir sur case blanche a6 · Pion blanc sur case blanche c6 · Pion noir sur case blanche h5 | Roi blanc sur case noire h8 · Roi noir sur case blanche a6 · Pion blanc sur case blanche c6 · Pion noir sur case blanche h5 | 2 |
| 1 | Roi blanc sur case noire h8 · Roi noir sur case blanche a6 · Pion blanc sur case blanche c6 · Pion noir sur case blanche h5 | Roi blanc sur case noire h8 · Roi noir sur case blanche a6 · Pion blanc sur case blanche c6 · Pion noir sur case blanche h5 | Roi blanc sur case noire h8 · Roi noir sur case blanche a6 · Pion blanc sur case blanche c6 · Pion noir sur case blanche h5 | Roi blanc sur case noire h8 · Roi noir sur case blanche a6 · Pion blanc sur case blanche c6 · Pion noir sur case blanche h5 | Roi blanc sur case noire h8 · Roi noir sur case blanche a6 · Pion blanc sur case blanche c6 · Pion noir sur case blanche h5 | Roi blanc sur case noire h8 · Roi noir sur case blanche a6 · Pion blanc sur case blanche c6 · Pion noir sur case blanche h5 | Roi blanc sur case noire h8 · Roi noir sur case blanche a6 · Pion blanc sur case blanche c6 · Pion noir sur case blanche h5 | Roi blanc sur case noire h8 · Roi noir sur case blanche a6 · Pion blanc sur case blanche c6 · Pion noir sur case blanche h5 | 1 |
|   | a | b | c | d | e | f | g | h |   |

Cette étude de Richard Réti est l'une des plus célèbres du genre. Elle a été publiée pour la première fois dans les Neueste Schachnachrichten en 1922 puis reproduite dans de nombreux manuels. C'est aux Blancs de jouer et ils doivent annuler. À première vue, la mission semble impossible : si les Blancs essaient de pourchasser le pion noir, ils n'y parviendront jamais (1. Rh7 h4 2.Rh6 h3 etc. est clairement sans espoir) ; quant aux Noirs, ils pourront facilement capturer le pion blanc si ceux-ci tentent de le promouvoir.
Les Blancs peuvent cependant annuler, en profitant du fait que leur roi peut se déplacer dans deux directions à la fois : vers le pion noir et vers son propre pion.
La solution est 1.Rg7 h4 2.Rf6 Rb6 (si 2...h3 alors 3.Re7 et 4.Rd7 permettent aux Blancs de promouvoir leur pion) 3.Re5!. À présent, si 3...Rxc6 alors 4.Rf4 arrête finalement le pion noir, alors que si 3...h3, 4.Rd6 permet aux Blancs de promouvoir leur pion. Dans les deux cas, le résultat est une partie nulle.

## Une étude de Kasparian
Toutes les études ne sont pas aussi simples que dans l'exemple précédent. L'étude suivante est de Genrikh Kasparian, elle a été publiée pour la première fois dans Magyar Sakkélet en 1962. Les Blancs jouent et font nulle.
Magyar Sakkélet, 1962
|   | a | b | c | d | e | f | g | h |   |
| 8 | Roi noir sur case blanche h7 · Fou noir sur case noire d6 · Roi blanc sur case noire f6 · Fou blanc sur case noire h6 · Pion noir sur case blanche a4 · Pion noir sur case noire a3 · Tour blanche sur case blanche a2 · Fou noir sur case blanche b1 | Roi noir sur case blanche h7 · Fou noir sur case noire d6 · Roi blanc sur case noire f6 · Fou blanc sur case noire h6 · Pion noir sur case blanche a4 · Pion noir sur case noire a3 · Tour blanche sur case blanche a2 · Fou noir sur case blanche b1 | Roi noir sur case blanche h7 · Fou noir sur case noire d6 · Roi blanc sur case noire f6 · Fou blanc sur case noire h6 · Pion noir sur case blanche a4 · Pion noir sur case noire a3 · Tour blanche sur case blanche a2 · Fou noir sur case blanche b1 | Roi noir sur case blanche h7 · Fou noir sur case noire d6 · Roi blanc sur case noire f6 · Fou blanc sur case noire h6 · Pion noir sur case blanche a4 · Pion noir sur case noire a3 · Tour blanche sur case blanche a2 · Fou noir sur case blanche b1 | Roi noir sur case blanche h7 · Fou noir sur case noire d6 · Roi blanc sur case noire f6 · Fou blanc sur case noire h6 · Pion noir sur case blanche a4 · Pion noir sur case noire a3 · Tour blanche sur case blanche a2 · Fou noir sur case blanche b1 | Roi noir sur case blanche h7 · Fou noir sur case noire d6 · Roi blanc sur case noire f6 · Fou blanc sur case noire h6 · Pion noir sur case blanche a4 · Pion noir sur case noire a3 · Tour blanche sur case blanche a2 · Fou noir sur case blanche b1 | Roi noir sur case blanche h7 · Fou noir sur case noire d6 · Roi blanc sur case noire f6 · Fou blanc sur case noire h6 · Pion noir sur case blanche a4 · Pion noir sur case noire a3 · Tour blanche sur case blanche a2 · Fou noir sur case blanche b1 | Roi noir sur case blanche h7 · Fou noir sur case noire d6 · Roi blanc sur case noire f6 · Fou blanc sur case noire h6 · Pion noir sur case blanche a4 · Pion noir sur case noire a3 · Tour blanche sur case blanche a2 · Fou noir sur case blanche b1 | 8 |
| 7 | Roi noir sur case blanche h7 · Fou noir sur case noire d6 · Roi blanc sur case noire f6 · Fou blanc sur case noire h6 · Pion noir sur case blanche a4 · Pion noir sur case noire a3 · Tour blanche sur case blanche a2 · Fou noir sur case blanche b1 | Roi noir sur case blanche h7 · Fou noir sur case noire d6 · Roi blanc sur case noire f6 · Fou blanc sur case noire h6 · Pion noir sur case blanche a4 · Pion noir sur case noire a3 · Tour blanche sur case blanche a2 · Fou noir sur case blanche b1 | Roi noir sur case blanche h7 · Fou noir sur case noire d6 · Roi blanc sur case noire f6 · Fou blanc sur case noire h6 · Pion noir sur case blanche a4 · Pion noir sur case noire a3 · Tour blanche sur case blanche a2 · Fou noir sur case blanche b1 | Roi noir sur case blanche h7 · Fou noir sur case noire d6 · Roi blanc sur case noire f6 · Fou blanc sur case noire h6 · Pion noir sur case blanche a4 · Pion noir sur case noire a3 · Tour blanche sur case blanche a2 · Fou noir sur case blanche b1 | Roi noir sur case blanche h7 · Fou noir sur case noire d6 · Roi blanc sur case noire f6 · Fou blanc sur case noire h6 · Pion noir sur case blanche a4 · Pion noir sur case noire a3 · Tour blanche sur case blanche a2 · Fou noir sur case blanche b1 | Roi noir sur case blanche h7 · Fou noir sur case noire d6 · Roi blanc sur case noire f6 · Fou blanc sur case noire h6 · Pion noir sur case blanche a4 · Pion noir sur case noire a3 · Tour blanche sur case blanche a2 · Fou noir sur case blanche b1 | Roi noir sur case blanche h7 · Fou noir sur case noire d6 · Roi blanc sur case noire f6 · Fou blanc sur case noire h6 · Pion noir sur case blanche a4 · Pion noir sur case noire a3 · Tour blanche sur case blanche a2 · Fou noir sur case blanche b1 | Roi noir sur case blanche h7 · Fou noir sur case noire d6 · Roi blanc sur case noire f6 · Fou blanc sur case noire h6 · Pion noir sur case blanche a4 · Pion noir sur case noire a3 · Tour blanche sur case blanche a2 · Fou noir sur case blanche b1 | 7 |
| 6 | Roi noir sur case blanche h7 · Fou noir sur case noire d6 · Roi blanc sur case noire f6 · Fou blanc sur case noire h6 · Pion noir sur case blanche a4 · Pion noir sur case noire a3 · Tour blanche sur case blanche a2 · Fou noir sur case blanche b1 | Roi noir sur case blanche h7 · Fou noir sur case noire d6 · Roi blanc sur case noire f6 · Fou blanc sur case noire h6 · Pion noir sur case blanche a4 · Pion noir sur case noire a3 · Tour blanche sur case blanche a2 · Fou noir sur case blanche b1 | Roi noir sur case blanche h7 · Fou noir sur case noire d6 · Roi blanc sur case noire f6 · Fou blanc sur case noire h6 · Pion noir sur case blanche a4 · Pion noir sur case noire a3 · Tour blanche sur case blanche a2 · Fou noir sur case blanche b1 | Roi noir sur case blanche h7 · Fou noir sur case noire d6 · Roi blanc sur case noire f6 · Fou blanc sur case noire h6 · Pion noir sur case blanche a4 · Pion noir sur case noire a3 · Tour blanche sur case blanche a2 · Fou noir sur case blanche b1 | Roi noir sur case blanche h7 · Fou noir sur case noire d6 · Roi blanc sur case noire f6 · Fou blanc sur case noire h6 · Pion noir sur case blanche a4 · Pion noir sur case noire a3 · Tour blanche sur case blanche a2 · Fou noir sur case blanche b1 | Roi noir sur case blanche h7 · Fou noir sur case noire d6 · Roi blanc sur case noire f6 · Fou blanc sur case noire h6 · Pion noir sur case blanche a4 · Pion noir sur case noire a3 · Tour blanche sur case blanche a2 · Fou noir sur case blanche b1 | Roi noir sur case blanche h7 · Fou noir sur case noire d6 · Roi blanc sur case noire f6 · Fou blanc sur case noire h6 · Pion noir sur case blanche a4 · Pion noir sur case noire a3 · Tour blanche sur case blanche a2 · Fou noir sur case blanche b1 | Roi noir sur case blanche h7 · Fou noir sur case noire d6 · Roi blanc sur case noire f6 · Fou blanc sur case noire h6 · Pion noir sur case blanche a4 · Pion noir sur case noire a3 · Tour blanche sur case blanche a2 · Fou noir sur case blanche b1 | 6 |
| 5 | Roi noir sur case blanche h7 · Fou noir sur case noire d6 · Roi blanc sur case noire f6 · Fou blanc sur case noire h6 · Pion noir sur case blanche a4 · Pion noir sur case noire a3 · Tour blanche sur case blanche a2 · Fou noir sur case blanche b1 | Roi noir sur case blanche h7 · Fou noir sur case noire d6 · Roi blanc sur case noire f6 · Fou blanc sur case noire h6 · Pion noir sur case blanche a4 · Pion noir sur case noire a3 · Tour blanche sur case blanche a2 · Fou noir sur case blanche b1 | Roi noir sur case blanche h7 · Fou noir sur case noire d6 · Roi blanc sur case noire f6 · Fou blanc sur case noire h6 · Pion noir sur case blanche a4 · Pion noir sur case noire a3 · Tour blanche sur case blanche a2 · Fou noir sur case blanche b1 | Roi noir sur case blanche h7 · Fou noir sur case noire d6 · Roi blanc sur case noire f6 · Fou blanc sur case noire h6 · Pion noir sur case blanche a4 · Pion noir sur case noire a3 · Tour blanche sur case blanche a2 · Fou noir sur case blanche b1 | Roi noir sur case blanche h7 · Fou noir sur case noire d6 · Roi blanc sur case noire f6 · Fou blanc sur case noire h6 · Pion noir sur case blanche a4 · Pion noir sur case noire a3 · Tour blanche sur case blanche a2 · Fou noir sur case blanche b1 | Roi noir sur case blanche h7 · Fou noir sur case noire d6 · Roi blanc sur case noire f6 · Fou blanc sur case noire h6 · Pion noir sur case blanche a4 · Pion noir sur case noire a3 · Tour blanche sur case blanche a2 · Fou noir sur case blanche b1 | Roi noir sur case blanche h7 · Fou noir sur case noire d6 · Roi blanc sur case noire f6 · Fou blanc sur case noire h6 · Pion noir sur case blanche a4 · Pion noir sur case noire a3 · Tour blanche sur case blanche a2 · Fou noir sur case blanche b1 | Roi noir sur case blanche h7 · Fou noir sur case noire d6 · Roi blanc sur case noire f6 · Fou blanc sur case noire h6 · Pion noir sur case blanche a4 · Pion noir sur case noire a3 · Tour blanche sur case blanche a2 · Fou noir sur case blanche b1 | 5 |
| 4 | Roi noir sur case blanche h7 · Fou noir sur case noire d6 · Roi blanc sur case noire f6 · Fou blanc sur case noire h6 · Pion noir sur case blanche a4 · Pion noir sur case noire a3 · Tour blanche sur case blanche a2 · Fou noir sur case blanche b1 | Roi noir sur case blanche h7 · Fou noir sur case noire d6 · Roi blanc sur case noire f6 · Fou blanc sur case noire h6 · Pion noir sur case blanche a4 · Pion noir sur case noire a3 · Tour blanche sur case blanche a2 · Fou noir sur case blanche b1 | Roi noir sur case blanche h7 · Fou noir sur case noire d6 · Roi blanc sur case noire f6 · Fou blanc sur case noire h6 · Pion noir sur case blanche a4 · Pion noir sur case noire a3 · Tour blanche sur case blanche a2 · Fou noir sur case blanche b1 | Roi noir sur case blanche h7 · Fou noir sur case noire d6 · Roi blanc sur case noire f6 · Fou blanc sur case noire h6 · Pion noir sur case blanche a4 · Pion noir sur case noire a3 · Tour blanche sur case blanche a2 · Fou noir sur case blanche b1 | Roi noir sur case blanche h7 · Fou noir sur case noire d6 · Roi blanc sur case noire f6 · Fou blanc sur case noire h6 · Pion noir sur case blanche a4 · Pion noir sur case noire a3 · Tour blanche sur case blanche a2 · Fou noir sur case blanche b1 | Roi noir sur case blanche h7 · Fou noir sur case noire d6 · Roi blanc sur case noire f6 · Fou blanc sur case noire h6 · Pion noir sur case blanche a4 · Pion noir sur case noire a3 · Tour blanche sur case blanche a2 · Fou noir sur case blanche b1 | Roi noir sur case blanche h7 · Fou noir sur case noire d6 · Roi blanc sur case noire f6 · Fou blanc sur case noire h6 · Pion noir sur case blanche a4 · Pion noir sur case noire a3 · Tour blanche sur case blanche a2 · Fou noir sur case blanche b1 | Roi noir sur case blanche h7 · Fou noir sur case noire d6 · Roi blanc sur case noire f6 · Fou blanc sur case noire h6 · Pion noir sur case blanche a4 · Pion noir sur case noire a3 · Tour blanche sur case blanche a2 · Fou noir sur case blanche b1 | 4 |
| 3 | Roi noir sur case blanche h7 · Fou noir sur case noire d6 · Roi blanc sur case noire f6 · Fou blanc sur case noire h6 · Pion noir sur case blanche a4 · Pion noir sur case noire a3 · Tour blanche sur case blanche a2 · Fou noir sur case blanche b1 | Roi noir sur case blanche h7 · Fou noir sur case noire d6 · Roi blanc sur case noire f6 · Fou blanc sur case noire h6 · Pion noir sur case blanche a4 · Pion noir sur case noire a3 · Tour blanche sur case blanche a2 · Fou noir sur case blanche b1 | Roi noir sur case blanche h7 · Fou noir sur case noire d6 · Roi blanc sur case noire f6 · Fou blanc sur case noire h6 · Pion noir sur case blanche a4 · Pion noir sur case noire a3 · Tour blanche sur case blanche a2 · Fou noir sur case blanche b1 | Roi noir sur case blanche h7 · Fou noir sur case noire d6 · Roi blanc sur case noire f6 · Fou blanc sur case noire h6 · Pion noir sur case blanche a4 · Pion noir sur case noire a3 · Tour blanche sur case blanche a2 · Fou noir sur case blanche b1 | Roi noir sur case blanche h7 · Fou noir sur case noire d6 · Roi blanc sur case noire f6 · Fou blanc sur case noire h6 · Pion noir sur case blanche a4 · Pion noir sur case noire a3 · Tour blanche sur case blanche a2 · Fou noir sur case blanche b1 | Roi noir sur case blanche h7 · Fou noir sur case noire d6 · Roi blanc sur case noire f6 · Fou blanc sur case noire h6 · Pion noir sur case blanche a4 · Pion noir sur case noire a3 · Tour blanche sur case blanche a2 · Fou noir sur case blanche b1 | Roi noir sur case blanche h7 · Fou noir sur case noire d6 · Roi blanc sur case noire f6 · Fou blanc sur case noire h6 · Pion noir sur case blanche a4 · Pion noir sur case noire a3 · Tour blanche sur case blanche a2 · Fou noir sur case blanche b1 | Roi noir sur case blanche h7 · Fou noir sur case noire d6 · Roi blanc sur case noire f6 · Fou blanc sur case noire h6 · Pion noir sur case blanche a4 · Pion noir sur case noire a3 · Tour blanche sur case blanche a2 · Fou noir sur case blanche b1 | 3 |
| 2 | Roi noir sur case blanche h7 · Fou noir sur case noire d6 · Roi blanc sur case noire f6 · Fou blanc sur case noire h6 · Pion noir sur case blanche a4 · Pion noir sur case noire a3 · Tour blanche sur case blanche a2 · Fou noir sur case blanche b1 | Roi noir sur case blanche h7 · Fou noir sur case noire d6 · Roi blanc sur case noire f6 · Fou blanc sur case noire h6 · Pion noir sur case blanche a4 · Pion noir sur case noire a3 · Tour blanche sur case blanche a2 · Fou noir sur case blanche b1 | Roi noir sur case blanche h7 · Fou noir sur case noire d6 · Roi blanc sur case noire f6 · Fou blanc sur case noire h6 · Pion noir sur case blanche a4 · Pion noir sur case noire a3 · Tour blanche sur case blanche a2 · Fou noir sur case blanche b1 | Roi noir sur case blanche h7 · Fou noir sur case noire d6 · Roi blanc sur case noire f6 · Fou blanc sur case noire h6 · Pion noir sur case blanche a4 · Pion noir sur case noire a3 · Tour blanche sur case blanche a2 · Fou noir sur case blanche b1 | Roi noir sur case blanche h7 · Fou noir sur case noire d6 · Roi blanc sur case noire f6 · Fou blanc sur case noire h6 · Pion noir sur case blanche a4 · Pion noir sur case noire a3 · Tour blanche sur case blanche a2 · Fou noir sur case blanche b1 | Roi noir sur case blanche h7 · Fou noir sur case noire d6 · Roi blanc sur case noire f6 · Fou blanc sur case noire h6 · Pion noir sur case blanche a4 · Pion noir sur case noire a3 · Tour blanche sur case blanche a2 · Fou noir sur case blanche b1 | Roi noir sur case blanche h7 · Fou noir sur case noire d6 · Roi blanc sur case noire f6 · Fou blanc sur case noire h6 · Pion noir sur case blanche a4 · Pion noir sur case noire a3 · Tour blanche sur case blanche a2 · Fou noir sur case blanche b1 | Roi noir sur case blanche h7 · Fou noir sur case noire d6 · Roi blanc sur case noire f6 · Fou blanc sur case noire h6 · Pion noir sur case blanche a4 · Pion noir sur case noire a3 · Tour blanche sur case blanche a2 · Fou noir sur case blanche b1 | 2 |
| 1 | Roi noir sur case blanche h7 · Fou noir sur case noire d6 · Roi blanc sur case noire f6 · Fou blanc sur case noire h6 · Pion noir sur case blanche a4 · Pion noir sur case noire a3 · Tour blanche sur case blanche a2 · Fou noir sur case blanche b1 | Roi noir sur case blanche h7 · Fou noir sur case noire d6 · Roi blanc sur case noire f6 · Fou blanc sur case noire h6 · Pion noir sur case blanche a4 · Pion noir sur case noire a3 · Tour blanche sur case blanche a2 · Fou noir sur case blanche b1 | Roi noir sur case blanche h7 · Fou noir sur case noire d6 · Roi blanc sur case noire f6 · Fou blanc sur case noire h6 · Pion noir sur case blanche a4 · Pion noir sur case noire a3 · Tour blanche sur case blanche a2 · Fou noir sur case blanche b1 | Roi noir sur case blanche h7 · Fou noir sur case noire d6 · Roi blanc sur case noire f6 · Fou blanc sur case noire h6 · Pion noir sur case blanche a4 · Pion noir sur case noire a3 · Tour blanche sur case blanche a2 · Fou noir sur case blanche b1 | Roi noir sur case blanche h7 · Fou noir sur case noire d6 · Roi blanc sur case noire f6 · Fou blanc sur case noire h6 · Pion noir sur case blanche a4 · Pion noir sur case noire a3 · Tour blanche sur case blanche a2 · Fou noir sur case blanche b1 | Roi noir sur case blanche h7 · Fou noir sur case noire d6 · Roi blanc sur case noire f6 · Fou blanc sur case noire h6 · Pion noir sur case blanche a4 · Pion noir sur case noire a3 · Tour blanche sur case blanche a2 · Fou noir sur case blanche b1 | Roi noir sur case blanche h7 · Fou noir sur case noire d6 · Roi blanc sur case noire f6 · Fou blanc sur case noire h6 · Pion noir sur case blanche a4 · Pion noir sur case noire a3 · Tour blanche sur case blanche a2 · Fou noir sur case blanche b1 | Roi noir sur case blanche h7 · Fou noir sur case noire d6 · Roi blanc sur case noire f6 · Fou blanc sur case noire h6 · Pion noir sur case blanche a4 · Pion noir sur case noire a3 · Tour blanche sur case blanche a2 · Fou noir sur case blanche b1 | 1 |
|   | a | b | c | d | e | f | g | h |   |

La ligne principale de la solution est 1. Ta1 a2 2. Re6 Fa3 3. Ff4 Fb2 4. Fe5 a3 5. Rd5 Fg6 6. Fd4 Ff7+ 7. Re4 Fc4 8. Tg1, mais il y a de nombreuses autres possibilités pour les deux camps. Par exemple, les Blancs pourraient essayer 1.Ff4 à leur premier coup, avec l'idée 1...Fxa2 2.Fxd6 et 3. Fxa3 qui donne une partie nulle, mais les noirs peuvent contrecarrer ce plan avec 1...Fxf4 2. Txa3 Fc2 qui gagne. Il n'est pas nécessaire d'avoir une connaissance très poussée du jeu pour comprendre pourquoi un coup est correct, alors qu'un autre échoue. Mais il n'est pas évident pour beaucoup de joueurs que la position résultant de la ligne principale est une partie nulle.

## Une étude de  Troitzky
|   | a | b | c | d | e | f | g | h |   |
| 8 | Dame noire sur case blanche b7 · Pion noir sur case noire c7 · Roi noir sur case noire e7 · Pion noir sur case blanche a6 · Pion noir sur case noire f6 · Pion blanc sur case blanche d5 · Cavalier blanc sur case noire e5 · Tour blanche sur case noire d4 · Pion blanc sur case blanche e4 · Pion blanc sur case blanche a2 · Pion blanc sur case noire b2 · Pion blanc sur case noire f2 · Cavalier noir sur case blanche g2 · Roi blanc sur case noire g1 | Dame noire sur case blanche b7 · Pion noir sur case noire c7 · Roi noir sur case noire e7 · Pion noir sur case blanche a6 · Pion noir sur case noire f6 · Pion blanc sur case blanche d5 · Cavalier blanc sur case noire e5 · Tour blanche sur case noire d4 · Pion blanc sur case blanche e4 · Pion blanc sur case blanche a2 · Pion blanc sur case noire b2 · Pion blanc sur case noire f2 · Cavalier noir sur case blanche g2 · Roi blanc sur case noire g1 | Dame noire sur case blanche b7 · Pion noir sur case noire c7 · Roi noir sur case noire e7 · Pion noir sur case blanche a6 · Pion noir sur case noire f6 · Pion blanc sur case blanche d5 · Cavalier blanc sur case noire e5 · Tour blanche sur case noire d4 · Pion blanc sur case blanche e4 · Pion blanc sur case blanche a2 · Pion blanc sur case noire b2 · Pion blanc sur case noire f2 · Cavalier noir sur case blanche g2 · Roi blanc sur case noire g1 | Dame noire sur case blanche b7 · Pion noir sur case noire c7 · Roi noir sur case noire e7 · Pion noir sur case blanche a6 · Pion noir sur case noire f6 · Pion blanc sur case blanche d5 · Cavalier blanc sur case noire e5 · Tour blanche sur case noire d4 · Pion blanc sur case blanche e4 · Pion blanc sur case blanche a2 · Pion blanc sur case noire b2 · Pion blanc sur case noire f2 · Cavalier noir sur case blanche g2 · Roi blanc sur case noire g1 | Dame noire sur case blanche b7 · Pion noir sur case noire c7 · Roi noir sur case noire e7 · Pion noir sur case blanche a6 · Pion noir sur case noire f6 · Pion blanc sur case blanche d5 · Cavalier blanc sur case noire e5 · Tour blanche sur case noire d4 · Pion blanc sur case blanche e4 · Pion blanc sur case blanche a2 · Pion blanc sur case noire b2 · Pion blanc sur case noire f2 · Cavalier noir sur case blanche g2 · Roi blanc sur case noire g1 | Dame noire sur case blanche b7 · Pion noir sur case noire c7 · Roi noir sur case noire e7 · Pion noir sur case blanche a6 · Pion noir sur case noire f6 · Pion blanc sur case blanche d5 · Cavalier blanc sur case noire e5 · Tour blanche sur case noire d4 · Pion blanc sur case blanche e4 · Pion blanc sur case blanche a2 · Pion blanc sur case noire b2 · Pion blanc sur case noire f2 · Cavalier noir sur case blanche g2 · Roi blanc sur case noire g1 | Dame noire sur case blanche b7 · Pion noir sur case noire c7 · Roi noir sur case noire e7 · Pion noir sur case blanche a6 · Pion noir sur case noire f6 · Pion blanc sur case blanche d5 · Cavalier blanc sur case noire e5 · Tour blanche sur case noire d4 · Pion blanc sur case blanche e4 · Pion blanc sur case blanche a2 · Pion blanc sur case noire b2 · Pion blanc sur case noire f2 · Cavalier noir sur case blanche g2 · Roi blanc sur case noire g1 | Dame noire sur case blanche b7 · Pion noir sur case noire c7 · Roi noir sur case noire e7 · Pion noir sur case blanche a6 · Pion noir sur case noire f6 · Pion blanc sur case blanche d5 · Cavalier blanc sur case noire e5 · Tour blanche sur case noire d4 · Pion blanc sur case blanche e4 · Pion blanc sur case blanche a2 · Pion blanc sur case noire b2 · Pion blanc sur case noire f2 · Cavalier noir sur case blanche g2 · Roi blanc sur case noire g1 | 8 |
| 7 | Dame noire sur case blanche b7 · Pion noir sur case noire c7 · Roi noir sur case noire e7 · Pion noir sur case blanche a6 · Pion noir sur case noire f6 · Pion blanc sur case blanche d5 · Cavalier blanc sur case noire e5 · Tour blanche sur case noire d4 · Pion blanc sur case blanche e4 · Pion blanc sur case blanche a2 · Pion blanc sur case noire b2 · Pion blanc sur case noire f2 · Cavalier noir sur case blanche g2 · Roi blanc sur case noire g1 | Dame noire sur case blanche b7 · Pion noir sur case noire c7 · Roi noir sur case noire e7 · Pion noir sur case blanche a6 · Pion noir sur case noire f6 · Pion blanc sur case blanche d5 · Cavalier blanc sur case noire e5 · Tour blanche sur case noire d4 · Pion blanc sur case blanche e4 · Pion blanc sur case blanche a2 · Pion blanc sur case noire b2 · Pion blanc sur case noire f2 · Cavalier noir sur case blanche g2 · Roi blanc sur case noire g1 | Dame noire sur case blanche b7 · Pion noir sur case noire c7 · Roi noir sur case noire e7 · Pion noir sur case blanche a6 · Pion noir sur case noire f6 · Pion blanc sur case blanche d5 · Cavalier blanc sur case noire e5 · Tour blanche sur case noire d4 · Pion blanc sur case blanche e4 · Pion blanc sur case blanche a2 · Pion blanc sur case noire b2 · Pion blanc sur case noire f2 · Cavalier noir sur case blanche g2 · Roi blanc sur case noire g1 | Dame noire sur case blanche b7 · Pion noir sur case noire c7 · Roi noir sur case noire e7 · Pion noir sur case blanche a6 · Pion noir sur case noire f6 · Pion blanc sur case blanche d5 · Cavalier blanc sur case noire e5 · Tour blanche sur case noire d4 · Pion blanc sur case blanche e4 · Pion blanc sur case blanche a2 · Pion blanc sur case noire b2 · Pion blanc sur case noire f2 · Cavalier noir sur case blanche g2 · Roi blanc sur case noire g1 | Dame noire sur case blanche b7 · Pion noir sur case noire c7 · Roi noir sur case noire e7 · Pion noir sur case blanche a6 · Pion noir sur case noire f6 · Pion blanc sur case blanche d5 · Cavalier blanc sur case noire e5 · Tour blanche sur case noire d4 · Pion blanc sur case blanche e4 · Pion blanc sur case blanche a2 · Pion blanc sur case noire b2 · Pion blanc sur case noire f2 · Cavalier noir sur case blanche g2 · Roi blanc sur case noire g1 | Dame noire sur case blanche b7 · Pion noir sur case noire c7 · Roi noir sur case noire e7 · Pion noir sur case blanche a6 · Pion noir sur case noire f6 · Pion blanc sur case blanche d5 · Cavalier blanc sur case noire e5 · Tour blanche sur case noire d4 · Pion blanc sur case blanche e4 · Pion blanc sur case blanche a2 · Pion blanc sur case noire b2 · Pion blanc sur case noire f2 · Cavalier noir sur case blanche g2 · Roi blanc sur case noire g1 | Dame noire sur case blanche b7 · Pion noir sur case noire c7 · Roi noir sur case noire e7 · Pion noir sur case blanche a6 · Pion noir sur case noire f6 · Pion blanc sur case blanche d5 · Cavalier blanc sur case noire e5 · Tour blanche sur case noire d4 · Pion blanc sur case blanche e4 · Pion blanc sur case blanche a2 · Pion blanc sur case noire b2 · Pion blanc sur case noire f2 · Cavalier noir sur case blanche g2 · Roi blanc sur case noire g1 | Dame noire sur case blanche b7 · Pion noir sur case noire c7 · Roi noir sur case noire e7 · Pion noir sur case blanche a6 · Pion noir sur case noire f6 · Pion blanc sur case blanche d5 · Cavalier blanc sur case noire e5 · Tour blanche sur case noire d4 · Pion blanc sur case blanche e4 · Pion blanc sur case blanche a2 · Pion blanc sur case noire b2 · Pion blanc sur case noire f2 · Cavalier noir sur case blanche g2 · Roi blanc sur case noire g1 | 7 |
| 6 | Dame noire sur case blanche b7 · Pion noir sur case noire c7 · Roi noir sur case noire e7 · Pion noir sur case blanche a6 · Pion noir sur case noire f6 · Pion blanc sur case blanche d5 · Cavalier blanc sur case noire e5 · Tour blanche sur case noire d4 · Pion blanc sur case blanche e4 · Pion blanc sur case blanche a2 · Pion blanc sur case noire b2 · Pion blanc sur case noire f2 · Cavalier noir sur case blanche g2 · Roi blanc sur case noire g1 | Dame noire sur case blanche b7 · Pion noir sur case noire c7 · Roi noir sur case noire e7 · Pion noir sur case blanche a6 · Pion noir sur case noire f6 · Pion blanc sur case blanche d5 · Cavalier blanc sur case noire e5 · Tour blanche sur case noire d4 · Pion blanc sur case blanche e4 · Pion blanc sur case blanche a2 · Pion blanc sur case noire b2 · Pion blanc sur case noire f2 · Cavalier noir sur case blanche g2 · Roi blanc sur case noire g1 | Dame noire sur case blanche b7 · Pion noir sur case noire c7 · Roi noir sur case noire e7 · Pion noir sur case blanche a6 · Pion noir sur case noire f6 · Pion blanc sur case blanche d5 · Cavalier blanc sur case noire e5 · Tour blanche sur case noire d4 · Pion blanc sur case blanche e4 · Pion blanc sur case blanche a2 · Pion blanc sur case noire b2 · Pion blanc sur case noire f2 · Cavalier noir sur case blanche g2 · Roi blanc sur case noire g1 | Dame noire sur case blanche b7 · Pion noir sur case noire c7 · Roi noir sur case noire e7 · Pion noir sur case blanche a6 · Pion noir sur case noire f6 · Pion blanc sur case blanche d5 · Cavalier blanc sur case noire e5 · Tour blanche sur case noire d4 · Pion blanc sur case blanche e4 · Pion blanc sur case blanche a2 · Pion blanc sur case noire b2 · Pion blanc sur case noire f2 · Cavalier noir sur case blanche g2 · Roi blanc sur case noire g1 | Dame noire sur case blanche b7 · Pion noir sur case noire c7 · Roi noir sur case noire e7 · Pion noir sur case blanche a6 · Pion noir sur case noire f6 · Pion blanc sur case blanche d5 · Cavalier blanc sur case noire e5 · Tour blanche sur case noire d4 · Pion blanc sur case blanche e4 · Pion blanc sur case blanche a2 · Pion blanc sur case noire b2 · Pion blanc sur case noire f2 · Cavalier noir sur case blanche g2 · Roi blanc sur case noire g1 | Dame noire sur case blanche b7 · Pion noir sur case noire c7 · Roi noir sur case noire e7 · Pion noir sur case blanche a6 · Pion noir sur case noire f6 · Pion blanc sur case blanche d5 · Cavalier blanc sur case noire e5 · Tour blanche sur case noire d4 · Pion blanc sur case blanche e4 · Pion blanc sur case blanche a2 · Pion blanc sur case noire b2 · Pion blanc sur case noire f2 · Cavalier noir sur case blanche g2 · Roi blanc sur case noire g1 | Dame noire sur case blanche b7 · Pion noir sur case noire c7 · Roi noir sur case noire e7 · Pion noir sur case blanche a6 · Pion noir sur case noire f6 · Pion blanc sur case blanche d5 · Cavalier blanc sur case noire e5 · Tour blanche sur case noire d4 · Pion blanc sur case blanche e4 · Pion blanc sur case blanche a2 · Pion blanc sur case noire b2 · Pion blanc sur case noire f2 · Cavalier noir sur case blanche g2 · Roi blanc sur case noire g1 | Dame noire sur case blanche b7 · Pion noir sur case noire c7 · Roi noir sur case noire e7 · Pion noir sur case blanche a6 · Pion noir sur case noire f6 · Pion blanc sur case blanche d5 · Cavalier blanc sur case noire e5 · Tour blanche sur case noire d4 · Pion blanc sur case blanche e4 · Pion blanc sur case blanche a2 · Pion blanc sur case noire b2 · Pion blanc sur case noire f2 · Cavalier noir sur case blanche g2 · Roi blanc sur case noire g1 | 6 |
| 5 | Dame noire sur case blanche b7 · Pion noir sur case noire c7 · Roi noir sur case noire e7 · Pion noir sur case blanche a6 · Pion noir sur case noire f6 · Pion blanc sur case blanche d5 · Cavalier blanc sur case noire e5 · Tour blanche sur case noire d4 · Pion blanc sur case blanche e4 · Pion blanc sur case blanche a2 · Pion blanc sur case noire b2 · Pion blanc sur case noire f2 · Cavalier noir sur case blanche g2 · Roi blanc sur case noire g1 | Dame noire sur case blanche b7 · Pion noir sur case noire c7 · Roi noir sur case noire e7 · Pion noir sur case blanche a6 · Pion noir sur case noire f6 · Pion blanc sur case blanche d5 · Cavalier blanc sur case noire e5 · Tour blanche sur case noire d4 · Pion blanc sur case blanche e4 · Pion blanc sur case blanche a2 · Pion blanc sur case noire b2 · Pion blanc sur case noire f2 · Cavalier noir sur case blanche g2 · Roi blanc sur case noire g1 | Dame noire sur case blanche b7 · Pion noir sur case noire c7 · Roi noir sur case noire e7 · Pion noir sur case blanche a6 · Pion noir sur case noire f6 · Pion blanc sur case blanche d5 · Cavalier blanc sur case noire e5 · Tour blanche sur case noire d4 · Pion blanc sur case blanche e4 · Pion blanc sur case blanche a2 · Pion blanc sur case noire b2 · Pion blanc sur case noire f2 · Cavalier noir sur case blanche g2 · Roi blanc sur case noire g1 | Dame noire sur case blanche b7 · Pion noir sur case noire c7 · Roi noir sur case noire e7 · Pion noir sur case blanche a6 · Pion noir sur case noire f6 · Pion blanc sur case blanche d5 · Cavalier blanc sur case noire e5 · Tour blanche sur case noire d4 · Pion blanc sur case blanche e4 · Pion blanc sur case blanche a2 · Pion blanc sur case noire b2 · Pion blanc sur case noire f2 · Cavalier noir sur case blanche g2 · Roi blanc sur case noire g1 | Dame noire sur case blanche b7 · Pion noir sur case noire c7 · Roi noir sur case noire e7 · Pion noir sur case blanche a6 · Pion noir sur case noire f6 · Pion blanc sur case blanche d5 · Cavalier blanc sur case noire e5 · Tour blanche sur case noire d4 · Pion blanc sur case blanche e4 · Pion blanc sur case blanche a2 · Pion blanc sur case noire b2 · Pion blanc sur case noire f2 · Cavalier noir sur case blanche g2 · Roi blanc sur case noire g1 | Dame noire sur case blanche b7 · Pion noir sur case noire c7 · Roi noir sur case noire e7 · Pion noir sur case blanche a6 · Pion noir sur case noire f6 · Pion blanc sur case blanche d5 · Cavalier blanc sur case noire e5 · Tour blanche sur case noire d4 · Pion blanc sur case blanche e4 · Pion blanc sur case blanche a2 · Pion blanc sur case noire b2 · Pion blanc sur case noire f2 · Cavalier noir sur case blanche g2 · Roi blanc sur case noire g1 | Dame noire sur case blanche b7 · Pion noir sur case noire c7 · Roi noir sur case noire e7 · Pion noir sur case blanche a6 · Pion noir sur case noire f6 · Pion blanc sur case blanche d5 · Cavalier blanc sur case noire e5 · Tour blanche sur case noire d4 · Pion blanc sur case blanche e4 · Pion blanc sur case blanche a2 · Pion blanc sur case noire b2 · Pion blanc sur case noire f2 · Cavalier noir sur case blanche g2 · Roi blanc sur case noire g1 | Dame noire sur case blanche b7 · Pion noir sur case noire c7 · Roi noir sur case noire e7 · Pion noir sur case blanche a6 · Pion noir sur case noire f6 · Pion blanc sur case blanche d5 · Cavalier blanc sur case noire e5 · Tour blanche sur case noire d4 · Pion blanc sur case blanche e4 · Pion blanc sur case blanche a2 · Pion blanc sur case noire b2 · Pion blanc sur case noire f2 · Cavalier noir sur case blanche g2 · Roi blanc sur case noire g1 | 5 |
| 4 | Dame noire sur case blanche b7 · Pion noir sur case noire c7 · Roi noir sur case noire e7 · Pion noir sur case blanche a6 · Pion noir sur case noire f6 · Pion blanc sur case blanche d5 · Cavalier blanc sur case noire e5 · Tour blanche sur case noire d4 · Pion blanc sur case blanche e4 · Pion blanc sur case blanche a2 · Pion blanc sur case noire b2 · Pion blanc sur case noire f2 · Cavalier noir sur case blanche g2 · Roi blanc sur case noire g1 | Dame noire sur case blanche b7 · Pion noir sur case noire c7 · Roi noir sur case noire e7 · Pion noir sur case blanche a6 · Pion noir sur case noire f6 · Pion blanc sur case blanche d5 · Cavalier blanc sur case noire e5 · Tour blanche sur case noire d4 · Pion blanc sur case blanche e4 · Pion blanc sur case blanche a2 · Pion blanc sur case noire b2 · Pion blanc sur case noire f2 · Cavalier noir sur case blanche g2 · Roi blanc sur case noire g1 | Dame noire sur case blanche b7 · Pion noir sur case noire c7 · Roi noir sur case noire e7 · Pion noir sur case blanche a6 · Pion noir sur case noire f6 · Pion blanc sur case blanche d5 · Cavalier blanc sur case noire e5 · Tour blanche sur case noire d4 · Pion blanc sur case blanche e4 · Pion blanc sur case blanche a2 · Pion blanc sur case noire b2 · Pion blanc sur case noire f2 · Cavalier noir sur case blanche g2 · Roi blanc sur case noire g1 | Dame noire sur case blanche b7 · Pion noir sur case noire c7 · Roi noir sur case noire e7 · Pion noir sur case blanche a6 · Pion noir sur case noire f6 · Pion blanc sur case blanche d5 · Cavalier blanc sur case noire e5 · Tour blanche sur case noire d4 · Pion blanc sur case blanche e4 · Pion blanc sur case blanche a2 · Pion blanc sur case noire b2 · Pion blanc sur case noire f2 · Cavalier noir sur case blanche g2 · Roi blanc sur case noire g1 | Dame noire sur case blanche b7 · Pion noir sur case noire c7 · Roi noir sur case noire e7 · Pion noir sur case blanche a6 · Pion noir sur case noire f6 · Pion blanc sur case blanche d5 · Cavalier blanc sur case noire e5 · Tour blanche sur case noire d4 · Pion blanc sur case blanche e4 · Pion blanc sur case blanche a2 · Pion blanc sur case noire b2 · Pion blanc sur case noire f2 · Cavalier noir sur case blanche g2 · Roi blanc sur case noire g1 | Dame noire sur case blanche b7 · Pion noir sur case noire c7 · Roi noir sur case noire e7 · Pion noir sur case blanche a6 · Pion noir sur case noire f6 · Pion blanc sur case blanche d5 · Cavalier blanc sur case noire e5 · Tour blanche sur case noire d4 · Pion blanc sur case blanche e4 · Pion blanc sur case blanche a2 · Pion blanc sur case noire b2 · Pion blanc sur case noire f2 · Cavalier noir sur case blanche g2 · Roi blanc sur case noire g1 | Dame noire sur case blanche b7 · Pion noir sur case noire c7 · Roi noir sur case noire e7 · Pion noir sur case blanche a6 · Pion noir sur case noire f6 · Pion blanc sur case blanche d5 · Cavalier blanc sur case noire e5 · Tour blanche sur case noire d4 · Pion blanc sur case blanche e4 · Pion blanc sur case blanche a2 · Pion blanc sur case noire b2 · Pion blanc sur case noire f2 · Cavalier noir sur case blanche g2 · Roi blanc sur case noire g1 | Dame noire sur case blanche b7 · Pion noir sur case noire c7 · Roi noir sur case noire e7 · Pion noir sur case blanche a6 · Pion noir sur case noire f6 · Pion blanc sur case blanche d5 · Cavalier blanc sur case noire e5 · Tour blanche sur case noire d4 · Pion blanc sur case blanche e4 · Pion blanc sur case blanche a2 · Pion blanc sur case noire b2 · Pion blanc sur case noire f2 · Cavalier noir sur case blanche g2 · Roi blanc sur case noire g1 | 4 |
| 3 | Dame noire sur case blanche b7 · Pion noir sur case noire c7 · Roi noir sur case noire e7 · Pion noir sur case blanche a6 · Pion noir sur case noire f6 · Pion blanc sur case blanche d5 · Cavalier blanc sur case noire e5 · Tour blanche sur case noire d4 · Pion blanc sur case blanche e4 · Pion blanc sur case blanche a2 · Pion blanc sur case noire b2 · Pion blanc sur case noire f2 · Cavalier noir sur case blanche g2 · Roi blanc sur case noire g1 | Dame noire sur case blanche b7 · Pion noir sur case noire c7 · Roi noir sur case noire e7 · Pion noir sur case blanche a6 · Pion noir sur case noire f6 · Pion blanc sur case blanche d5 · Cavalier blanc sur case noire e5 · Tour blanche sur case noire d4 · Pion blanc sur case blanche e4 · Pion blanc sur case blanche a2 · Pion blanc sur case noire b2 · Pion blanc sur case noire f2 · Cavalier noir sur case blanche g2 · Roi blanc sur case noire g1 | Dame noire sur case blanche b7 · Pion noir sur case noire c7 · Roi noir sur case noire e7 · Pion noir sur case blanche a6 · Pion noir sur case noire f6 · Pion blanc sur case blanche d5 · Cavalier blanc sur case noire e5 · Tour blanche sur case noire d4 · Pion blanc sur case blanche e4 · Pion blanc sur case blanche a2 · Pion blanc sur case noire b2 · Pion blanc sur case noire f2 · Cavalier noir sur case blanche g2 · Roi blanc sur case noire g1 | Dame noire sur case blanche b7 · Pion noir sur case noire c7 · Roi noir sur case noire e7 · Pion noir sur case blanche a6 · Pion noir sur case noire f6 · Pion blanc sur case blanche d5 · Cavalier blanc sur case noire e5 · Tour blanche sur case noire d4 · Pion blanc sur case blanche e4 · Pion blanc sur case blanche a2 · Pion blanc sur case noire b2 · Pion blanc sur case noire f2 · Cavalier noir sur case blanche g2 · Roi blanc sur case noire g1 | Dame noire sur case blanche b7 · Pion noir sur case noire c7 · Roi noir sur case noire e7 · Pion noir sur case blanche a6 · Pion noir sur case noire f6 · Pion blanc sur case blanche d5 · Cavalier blanc sur case noire e5 · Tour blanche sur case noire d4 · Pion blanc sur case blanche e4 · Pion blanc sur case blanche a2 · Pion blanc sur case noire b2 · Pion blanc sur case noire f2 · Cavalier noir sur case blanche g2 · Roi blanc sur case noire g1 | Dame noire sur case blanche b7 · Pion noir sur case noire c7 · Roi noir sur case noire e7 · Pion noir sur case blanche a6 · Pion noir sur case noire f6 · Pion blanc sur case blanche d5 · Cavalier blanc sur case noire e5 · Tour blanche sur case noire d4 · Pion blanc sur case blanche e4 · Pion blanc sur case blanche a2 · Pion blanc sur case noire b2 · Pion blanc sur case noire f2 · Cavalier noir sur case blanche g2 · Roi blanc sur case noire g1 | Dame noire sur case blanche b7 · Pion noir sur case noire c7 · Roi noir sur case noire e7 · Pion noir sur case blanche a6 · Pion noir sur case noire f6 · Pion blanc sur case blanche d5 · Cavalier blanc sur case noire e5 · Tour blanche sur case noire d4 · Pion blanc sur case blanche e4 · Pion blanc sur case blanche a2 · Pion blanc sur case noire b2 · Pion blanc sur case noire f2 · Cavalier noir sur case blanche g2 · Roi blanc sur case noire g1 | Dame noire sur case blanche b7 · Pion noir sur case noire c7 · Roi noir sur case noire e7 · Pion noir sur case blanche a6 · Pion noir sur case noire f6 · Pion blanc sur case blanche d5 · Cavalier blanc sur case noire e5 · Tour blanche sur case noire d4 · Pion blanc sur case blanche e4 · Pion blanc sur case blanche a2 · Pion blanc sur case noire b2 · Pion blanc sur case noire f2 · Cavalier noir sur case blanche g2 · Roi blanc sur case noire g1 | 3 |
| 2 | Dame noire sur case blanche b7 · Pion noir sur case noire c7 · Roi noir sur case noire e7 · Pion noir sur case blanche a6 · Pion noir sur case noire f6 · Pion blanc sur case blanche d5 · Cavalier blanc sur case noire e5 · Tour blanche sur case noire d4 · Pion blanc sur case blanche e4 · Pion blanc sur case blanche a2 · Pion blanc sur case noire b2 · Pion blanc sur case noire f2 · Cavalier noir sur case blanche g2 · Roi blanc sur case noire g1 | Dame noire sur case blanche b7 · Pion noir sur case noire c7 · Roi noir sur case noire e7 · Pion noir sur case blanche a6 · Pion noir sur case noire f6 · Pion blanc sur case blanche d5 · Cavalier blanc sur case noire e5 · Tour blanche sur case noire d4 · Pion blanc sur case blanche e4 · Pion blanc sur case blanche a2 · Pion blanc sur case noire b2 · Pion blanc sur case noire f2 · Cavalier noir sur case blanche g2 · Roi blanc sur case noire g1 | Dame noire sur case blanche b7 · Pion noir sur case noire c7 · Roi noir sur case noire e7 · Pion noir sur case blanche a6 · Pion noir sur case noire f6 · Pion blanc sur case blanche d5 · Cavalier blanc sur case noire e5 · Tour blanche sur case noire d4 · Pion blanc sur case blanche e4 · Pion blanc sur case blanche a2 · Pion blanc sur case noire b2 · Pion blanc sur case noire f2 · Cavalier noir sur case blanche g2 · Roi blanc sur case noire g1 | Dame noire sur case blanche b7 · Pion noir sur case noire c7 · Roi noir sur case noire e7 · Pion noir sur case blanche a6 · Pion noir sur case noire f6 · Pion blanc sur case blanche d5 · Cavalier blanc sur case noire e5 · Tour blanche sur case noire d4 · Pion blanc sur case blanche e4 · Pion blanc sur case blanche a2 · Pion blanc sur case noire b2 · Pion blanc sur case noire f2 · Cavalier noir sur case blanche g2 · Roi blanc sur case noire g1 | Dame noire sur case blanche b7 · Pion noir sur case noire c7 · Roi noir sur case noire e7 · Pion noir sur case blanche a6 · Pion noir sur case noire f6 · Pion blanc sur case blanche d5 · Cavalier blanc sur case noire e5 · Tour blanche sur case noire d4 · Pion blanc sur case blanche e4 · Pion blanc sur case blanche a2 · Pion blanc sur case noire b2 · Pion blanc sur case noire f2 · Cavalier noir sur case blanche g2 · Roi blanc sur case noire g1 | Dame noire sur case blanche b7 · Pion noir sur case noire c7 · Roi noir sur case noire e7 · Pion noir sur case blanche a6 · Pion noir sur case noire f6 · Pion blanc sur case blanche d5 · Cavalier blanc sur case noire e5 · Tour blanche sur case noire d4 · Pion blanc sur case blanche e4 · Pion blanc sur case blanche a2 · Pion blanc sur case noire b2 · Pion blanc sur case noire f2 · Cavalier noir sur case blanche g2 · Roi blanc sur case noire g1 | Dame noire sur case blanche b7 · Pion noir sur case noire c7 · Roi noir sur case noire e7 · Pion noir sur case blanche a6 · Pion noir sur case noire f6 · Pion blanc sur case blanche d5 · Cavalier blanc sur case noire e5 · Tour blanche sur case noire d4 · Pion blanc sur case blanche e4 · Pion blanc sur case blanche a2 · Pion blanc sur case noire b2 · Pion blanc sur case noire f2 · Cavalier noir sur case blanche g2 · Roi blanc sur case noire g1 | Dame noire sur case blanche b7 · Pion noir sur case noire c7 · Roi noir sur case noire e7 · Pion noir sur case blanche a6 · Pion noir sur case noire f6 · Pion blanc sur case blanche d5 · Cavalier blanc sur case noire e5 · Tour blanche sur case noire d4 · Pion blanc sur case blanche e4 · Pion blanc sur case blanche a2 · Pion blanc sur case noire b2 · Pion blanc sur case noire f2 · Cavalier noir sur case blanche g2 · Roi blanc sur case noire g1 | 2 |
| 1 | Dame noire sur case blanche b7 · Pion noir sur case noire c7 · Roi noir sur case noire e7 · Pion noir sur case blanche a6 · Pion noir sur case noire f6 · Pion blanc sur case blanche d5 · Cavalier blanc sur case noire e5 · Tour blanche sur case noire d4 · Pion blanc sur case blanche e4 · Pion blanc sur case blanche a2 · Pion blanc sur case noire b2 · Pion blanc sur case noire f2 · Cavalier noir sur case blanche g2 · Roi blanc sur case noire g1 | Dame noire sur case blanche b7 · Pion noir sur case noire c7 · Roi noir sur case noire e7 · Pion noir sur case blanche a6 · Pion noir sur case noire f6 · Pion blanc sur case blanche d5 · Cavalier blanc sur case noire e5 · Tour blanche sur case noire d4 · Pion blanc sur case blanche e4 · Pion blanc sur case blanche a2 · Pion blanc sur case noire b2 · Pion blanc sur case noire f2 · Cavalier noir sur case blanche g2 · Roi blanc sur case noire g1 | Dame noire sur case blanche b7 · Pion noir sur case noire c7 · Roi noir sur case noire e7 · Pion noir sur case blanche a6 · Pion noir sur case noire f6 · Pion blanc sur case blanche d5 · Cavalier blanc sur case noire e5 · Tour blanche sur case noire d4 · Pion blanc sur case blanche e4 · Pion blanc sur case blanche a2 · Pion blanc sur case noire b2 · Pion blanc sur case noire f2 · Cavalier noir sur case blanche g2 · Roi blanc sur case noire g1 | Dame noire sur case blanche b7 · Pion noir sur case noire c7 · Roi noir sur case noire e7 · Pion noir sur case blanche a6 · Pion noir sur case noire f6 · Pion blanc sur case blanche d5 · Cavalier blanc sur case noire e5 · Tour blanche sur case noire d4 · Pion blanc sur case blanche e4 · Pion blanc sur case blanche a2 · Pion blanc sur case noire b2 · Pion blanc sur case noire f2 · Cavalier noir sur case blanche g2 · Roi blanc sur case noire g1 | Dame noire sur case blanche b7 · Pion noir sur case noire c7 · Roi noir sur case noire e7 · Pion noir sur case blanche a6 · Pion noir sur case noire f6 · Pion blanc sur case blanche d5 · Cavalier blanc sur case noire e5 · Tour blanche sur case noire d4 · Pion blanc sur case blanche e4 · Pion blanc sur case blanche a2 · Pion blanc sur case noire b2 · Pion blanc sur case noire f2 · Cavalier noir sur case blanche g2 · Roi blanc sur case noire g1 | Dame noire sur case blanche b7 · Pion noir sur case noire c7 · Roi noir sur case noire e7 · Pion noir sur case blanche a6 · Pion noir sur case noire f6 · Pion blanc sur case blanche d5 · Cavalier blanc sur case noire e5 · Tour blanche sur case noire d4 · Pion blanc sur case blanche e4 · Pion blanc sur case blanche a2 · Pion blanc sur case noire b2 · Pion blanc sur case noire f2 · Cavalier noir sur case blanche g2 · Roi blanc sur case noire g1 | Dame noire sur case blanche b7 · Pion noir sur case noire c7 · Roi noir sur case noire e7 · Pion noir sur case blanche a6 · Pion noir sur case noire f6 · Pion blanc sur case blanche d5 · Cavalier blanc sur case noire e5 · Tour blanche sur case noire d4 · Pion blanc sur case blanche e4 · Pion blanc sur case blanche a2 · Pion blanc sur case noire b2 · Pion blanc sur case noire f2 · Cavalier noir sur case blanche g2 · Roi blanc sur case noire g1 | Dame noire sur case blanche b7 · Pion noir sur case noire c7 · Roi noir sur case noire e7 · Pion noir sur case blanche a6 · Pion noir sur case noire f6 · Pion blanc sur case blanche d5 · Cavalier blanc sur case noire e5 · Tour blanche sur case noire d4 · Pion blanc sur case blanche e4 · Pion blanc sur case blanche a2 · Pion blanc sur case noire b2 · Pion blanc sur case noire f2 · Cavalier noir sur case blanche g2 · Roi blanc sur case noire g1 | 1 |
|   | a | b | c | d | e | f | g | h |   |

Dans cette étude, les Blancs proposent six fois (!) le sacrifice de leur Tour dans le but de gagner sur échec au roi la dame adverse par une fourchette de cavalier. Une telle répétition de manœuvres dans une même étude est appelée Task.
La solution est:
1. Tb4!!  Dc8 (si 1...Da8 2. Tb8! suivi de 3. Cc6+ sur 2...Da7 ou 2...Dxb8)
2. Tb8! Dh3
3. Th8! Ch4
4. Txh4! Dc8
5. Th8! Db7
6. Tb8 Dxb8
7. Cc6+ et gagne.

## Autres exemples

### Première étude
|   | a | b | c | d | e | f | g | h |   |
| 8 | Roi noir sur case noire h8 · Pion noir sur case blanche a6 · Pion noir sur case noire b6 · Pion noir sur case blanche c6 · Pion blanc sur case blanche a4 · Pion blanc sur case noire b4 · Pion blanc sur case blanche c4 · Roi blanc sur case blanche h1 | Roi noir sur case noire h8 · Pion noir sur case blanche a6 · Pion noir sur case noire b6 · Pion noir sur case blanche c6 · Pion blanc sur case blanche a4 · Pion blanc sur case noire b4 · Pion blanc sur case blanche c4 · Roi blanc sur case blanche h1 | Roi noir sur case noire h8 · Pion noir sur case blanche a6 · Pion noir sur case noire b6 · Pion noir sur case blanche c6 · Pion blanc sur case blanche a4 · Pion blanc sur case noire b4 · Pion blanc sur case blanche c4 · Roi blanc sur case blanche h1 | Roi noir sur case noire h8 · Pion noir sur case blanche a6 · Pion noir sur case noire b6 · Pion noir sur case blanche c6 · Pion blanc sur case blanche a4 · Pion blanc sur case noire b4 · Pion blanc sur case blanche c4 · Roi blanc sur case blanche h1 | Roi noir sur case noire h8 · Pion noir sur case blanche a6 · Pion noir sur case noire b6 · Pion noir sur case blanche c6 · Pion blanc sur case blanche a4 · Pion blanc sur case noire b4 · Pion blanc sur case blanche c4 · Roi blanc sur case blanche h1 | Roi noir sur case noire h8 · Pion noir sur case blanche a6 · Pion noir sur case noire b6 · Pion noir sur case blanche c6 · Pion blanc sur case blanche a4 · Pion blanc sur case noire b4 · Pion blanc sur case blanche c4 · Roi blanc sur case blanche h1 | Roi noir sur case noire h8 · Pion noir sur case blanche a6 · Pion noir sur case noire b6 · Pion noir sur case blanche c6 · Pion blanc sur case blanche a4 · Pion blanc sur case noire b4 · Pion blanc sur case blanche c4 · Roi blanc sur case blanche h1 | Roi noir sur case noire h8 · Pion noir sur case blanche a6 · Pion noir sur case noire b6 · Pion noir sur case blanche c6 · Pion blanc sur case blanche a4 · Pion blanc sur case noire b4 · Pion blanc sur case blanche c4 · Roi blanc sur case blanche h1 | 8 |
| 7 | Roi noir sur case noire h8 · Pion noir sur case blanche a6 · Pion noir sur case noire b6 · Pion noir sur case blanche c6 · Pion blanc sur case blanche a4 · Pion blanc sur case noire b4 · Pion blanc sur case blanche c4 · Roi blanc sur case blanche h1 | Roi noir sur case noire h8 · Pion noir sur case blanche a6 · Pion noir sur case noire b6 · Pion noir sur case blanche c6 · Pion blanc sur case blanche a4 · Pion blanc sur case noire b4 · Pion blanc sur case blanche c4 · Roi blanc sur case blanche h1 | Roi noir sur case noire h8 · Pion noir sur case blanche a6 · Pion noir sur case noire b6 · Pion noir sur case blanche c6 · Pion blanc sur case blanche a4 · Pion blanc sur case noire b4 · Pion blanc sur case blanche c4 · Roi blanc sur case blanche h1 | Roi noir sur case noire h8 · Pion noir sur case blanche a6 · Pion noir sur case noire b6 · Pion noir sur case blanche c6 · Pion blanc sur case blanche a4 · Pion blanc sur case noire b4 · Pion blanc sur case blanche c4 · Roi blanc sur case blanche h1 | Roi noir sur case noire h8 · Pion noir sur case blanche a6 · Pion noir sur case noire b6 · Pion noir sur case blanche c6 · Pion blanc sur case blanche a4 · Pion blanc sur case noire b4 · Pion blanc sur case blanche c4 · Roi blanc sur case blanche h1 | Roi noir sur case noire h8 · Pion noir sur case blanche a6 · Pion noir sur case noire b6 · Pion noir sur case blanche c6 · Pion blanc sur case blanche a4 · Pion blanc sur case noire b4 · Pion blanc sur case blanche c4 · Roi blanc sur case blanche h1 | Roi noir sur case noire h8 · Pion noir sur case blanche a6 · Pion noir sur case noire b6 · Pion noir sur case blanche c6 · Pion blanc sur case blanche a4 · Pion blanc sur case noire b4 · Pion blanc sur case blanche c4 · Roi blanc sur case blanche h1 | Roi noir sur case noire h8 · Pion noir sur case blanche a6 · Pion noir sur case noire b6 · Pion noir sur case blanche c6 · Pion blanc sur case blanche a4 · Pion blanc sur case noire b4 · Pion blanc sur case blanche c4 · Roi blanc sur case blanche h1 | 7 |
| 6 | Roi noir sur case noire h8 · Pion noir sur case blanche a6 · Pion noir sur case noire b6 · Pion noir sur case blanche c6 · Pion blanc sur case blanche a4 · Pion blanc sur case noire b4 · Pion blanc sur case blanche c4 · Roi blanc sur case blanche h1 | Roi noir sur case noire h8 · Pion noir sur case blanche a6 · Pion noir sur case noire b6 · Pion noir sur case blanche c6 · Pion blanc sur case blanche a4 · Pion blanc sur case noire b4 · Pion blanc sur case blanche c4 · Roi blanc sur case blanche h1 | Roi noir sur case noire h8 · Pion noir sur case blanche a6 · Pion noir sur case noire b6 · Pion noir sur case blanche c6 · Pion blanc sur case blanche a4 · Pion blanc sur case noire b4 · Pion blanc sur case blanche c4 · Roi blanc sur case blanche h1 | Roi noir sur case noire h8 · Pion noir sur case blanche a6 · Pion noir sur case noire b6 · Pion noir sur case blanche c6 · Pion blanc sur case blanche a4 · Pion blanc sur case noire b4 · Pion blanc sur case blanche c4 · Roi blanc sur case blanche h1 | Roi noir sur case noire h8 · Pion noir sur case blanche a6 · Pion noir sur case noire b6 · Pion noir sur case blanche c6 · Pion blanc sur case blanche a4 · Pion blanc sur case noire b4 · Pion blanc sur case blanche c4 · Roi blanc sur case blanche h1 | Roi noir sur case noire h8 · Pion noir sur case blanche a6 · Pion noir sur case noire b6 · Pion noir sur case blanche c6 · Pion blanc sur case blanche a4 · Pion blanc sur case noire b4 · Pion blanc sur case blanche c4 · Roi blanc sur case blanche h1 | Roi noir sur case noire h8 · Pion noir sur case blanche a6 · Pion noir sur case noire b6 · Pion noir sur case blanche c6 · Pion blanc sur case blanche a4 · Pion blanc sur case noire b4 · Pion blanc sur case blanche c4 · Roi blanc sur case blanche h1 | Roi noir sur case noire h8 · Pion noir sur case blanche a6 · Pion noir sur case noire b6 · Pion noir sur case blanche c6 · Pion blanc sur case blanche a4 · Pion blanc sur case noire b4 · Pion blanc sur case blanche c4 · Roi blanc sur case blanche h1 | 6 |
| 5 | Roi noir sur case noire h8 · Pion noir sur case blanche a6 · Pion noir sur case noire b6 · Pion noir sur case blanche c6 · Pion blanc sur case blanche a4 · Pion blanc sur case noire b4 · Pion blanc sur case blanche c4 · Roi blanc sur case blanche h1 | Roi noir sur case noire h8 · Pion noir sur case blanche a6 · Pion noir sur case noire b6 · Pion noir sur case blanche c6 · Pion blanc sur case blanche a4 · Pion blanc sur case noire b4 · Pion blanc sur case blanche c4 · Roi blanc sur case blanche h1 | Roi noir sur case noire h8 · Pion noir sur case blanche a6 · Pion noir sur case noire b6 · Pion noir sur case blanche c6 · Pion blanc sur case blanche a4 · Pion blanc sur case noire b4 · Pion blanc sur case blanche c4 · Roi blanc sur case blanche h1 | Roi noir sur case noire h8 · Pion noir sur case blanche a6 · Pion noir sur case noire b6 · Pion noir sur case blanche c6 · Pion blanc sur case blanche a4 · Pion blanc sur case noire b4 · Pion blanc sur case blanche c4 · Roi blanc sur case blanche h1 | Roi noir sur case noire h8 · Pion noir sur case blanche a6 · Pion noir sur case noire b6 · Pion noir sur case blanche c6 · Pion blanc sur case blanche a4 · Pion blanc sur case noire b4 · Pion blanc sur case blanche c4 · Roi blanc sur case blanche h1 | Roi noir sur case noire h8 · Pion noir sur case blanche a6 · Pion noir sur case noire b6 · Pion noir sur case blanche c6 · Pion blanc sur case blanche a4 · Pion blanc sur case noire b4 · Pion blanc sur case blanche c4 · Roi blanc sur case blanche h1 | Roi noir sur case noire h8 · Pion noir sur case blanche a6 · Pion noir sur case noire b6 · Pion noir sur case blanche c6 · Pion blanc sur case blanche a4 · Pion blanc sur case noire b4 · Pion blanc sur case blanche c4 · Roi blanc sur case blanche h1 | Roi noir sur case noire h8 · Pion noir sur case blanche a6 · Pion noir sur case noire b6 · Pion noir sur case blanche c6 · Pion blanc sur case blanche a4 · Pion blanc sur case noire b4 · Pion blanc sur case blanche c4 · Roi blanc sur case blanche h1 | 5 |
| 4 | Roi noir sur case noire h8 · Pion noir sur case blanche a6 · Pion noir sur case noire b6 · Pion noir sur case blanche c6 · Pion blanc sur case blanche a4 · Pion blanc sur case noire b4 · Pion blanc sur case blanche c4 · Roi blanc sur case blanche h1 | Roi noir sur case noire h8 · Pion noir sur case blanche a6 · Pion noir sur case noire b6 · Pion noir sur case blanche c6 · Pion blanc sur case blanche a4 · Pion blanc sur case noire b4 · Pion blanc sur case blanche c4 · Roi blanc sur case blanche h1 | Roi noir sur case noire h8 · Pion noir sur case blanche a6 · Pion noir sur case noire b6 · Pion noir sur case blanche c6 · Pion blanc sur case blanche a4 · Pion blanc sur case noire b4 · Pion blanc sur case blanche c4 · Roi blanc sur case blanche h1 | Roi noir sur case noire h8 · Pion noir sur case blanche a6 · Pion noir sur case noire b6 · Pion noir sur case blanche c6 · Pion blanc sur case blanche a4 · Pion blanc sur case noire b4 · Pion blanc sur case blanche c4 · Roi blanc sur case blanche h1 | Roi noir sur case noire h8 · Pion noir sur case blanche a6 · Pion noir sur case noire b6 · Pion noir sur case blanche c6 · Pion blanc sur case blanche a4 · Pion blanc sur case noire b4 · Pion blanc sur case blanche c4 · Roi blanc sur case blanche h1 | Roi noir sur case noire h8 · Pion noir sur case blanche a6 · Pion noir sur case noire b6 · Pion noir sur case blanche c6 · Pion blanc sur case blanche a4 · Pion blanc sur case noire b4 · Pion blanc sur case blanche c4 · Roi blanc sur case blanche h1 | Roi noir sur case noire h8 · Pion noir sur case blanche a6 · Pion noir sur case noire b6 · Pion noir sur case blanche c6 · Pion blanc sur case blanche a4 · Pion blanc sur case noire b4 · Pion blanc sur case blanche c4 · Roi blanc sur case blanche h1 | Roi noir sur case noire h8 · Pion noir sur case blanche a6 · Pion noir sur case noire b6 · Pion noir sur case blanche c6 · Pion blanc sur case blanche a4 · Pion blanc sur case noire b4 · Pion blanc sur case blanche c4 · Roi blanc sur case blanche h1 | 4 |
| 3 | Roi noir sur case noire h8 · Pion noir sur case blanche a6 · Pion noir sur case noire b6 · Pion noir sur case blanche c6 · Pion blanc sur case blanche a4 · Pion blanc sur case noire b4 · Pion blanc sur case blanche c4 · Roi blanc sur case blanche h1 | Roi noir sur case noire h8 · Pion noir sur case blanche a6 · Pion noir sur case noire b6 · Pion noir sur case blanche c6 · Pion blanc sur case blanche a4 · Pion blanc sur case noire b4 · Pion blanc sur case blanche c4 · Roi blanc sur case blanche h1 | Roi noir sur case noire h8 · Pion noir sur case blanche a6 · Pion noir sur case noire b6 · Pion noir sur case blanche c6 · Pion blanc sur case blanche a4 · Pion blanc sur case noire b4 · Pion blanc sur case blanche c4 · Roi blanc sur case blanche h1 | Roi noir sur case noire h8 · Pion noir sur case blanche a6 · Pion noir sur case noire b6 · Pion noir sur case blanche c6 · Pion blanc sur case blanche a4 · Pion blanc sur case noire b4 · Pion blanc sur case blanche c4 · Roi blanc sur case blanche h1 | Roi noir sur case noire h8 · Pion noir sur case blanche a6 · Pion noir sur case noire b6 · Pion noir sur case blanche c6 · Pion blanc sur case blanche a4 · Pion blanc sur case noire b4 · Pion blanc sur case blanche c4 · Roi blanc sur case blanche h1 | Roi noir sur case noire h8 · Pion noir sur case blanche a6 · Pion noir sur case noire b6 · Pion noir sur case blanche c6 · Pion blanc sur case blanche a4 · Pion blanc sur case noire b4 · Pion blanc sur case blanche c4 · Roi blanc sur case blanche h1 | Roi noir sur case noire h8 · Pion noir sur case blanche a6 · Pion noir sur case noire b6 · Pion noir sur case blanche c6 · Pion blanc sur case blanche a4 · Pion blanc sur case noire b4 · Pion blanc sur case blanche c4 · Roi blanc sur case blanche h1 | Roi noir sur case noire h8 · Pion noir sur case blanche a6 · Pion noir sur case noire b6 · Pion noir sur case blanche c6 · Pion blanc sur case blanche a4 · Pion blanc sur case noire b4 · Pion blanc sur case blanche c4 · Roi blanc sur case blanche h1 | 3 |
| 2 | Roi noir sur case noire h8 · Pion noir sur case blanche a6 · Pion noir sur case noire b6 · Pion noir sur case blanche c6 · Pion blanc sur case blanche a4 · Pion blanc sur case noire b4 · Pion blanc sur case blanche c4 · Roi blanc sur case blanche h1 | Roi noir sur case noire h8 · Pion noir sur case blanche a6 · Pion noir sur case noire b6 · Pion noir sur case blanche c6 · Pion blanc sur case blanche a4 · Pion blanc sur case noire b4 · Pion blanc sur case blanche c4 · Roi blanc sur case blanche h1 | Roi noir sur case noire h8 · Pion noir sur case blanche a6 · Pion noir sur case noire b6 · Pion noir sur case blanche c6 · Pion blanc sur case blanche a4 · Pion blanc sur case noire b4 · Pion blanc sur case blanche c4 · Roi blanc sur case blanche h1 | Roi noir sur case noire h8 · Pion noir sur case blanche a6 · Pion noir sur case noire b6 · Pion noir sur case blanche c6 · Pion blanc sur case blanche a4 · Pion blanc sur case noire b4 · Pion blanc sur case blanche c4 · Roi blanc sur case blanche h1 | Roi noir sur case noire h8 · Pion noir sur case blanche a6 · Pion noir sur case noire b6 · Pion noir sur case blanche c6 · Pion blanc sur case blanche a4 · Pion blanc sur case noire b4 · Pion blanc sur case blanche c4 · Roi blanc sur case blanche h1 | Roi noir sur case noire h8 · Pion noir sur case blanche a6 · Pion noir sur case noire b6 · Pion noir sur case blanche c6 · Pion blanc sur case blanche a4 · Pion blanc sur case noire b4 · Pion blanc sur case blanche c4 · Roi blanc sur case blanche h1 | Roi noir sur case noire h8 · Pion noir sur case blanche a6 · Pion noir sur case noire b6 · Pion noir sur case blanche c6 · Pion blanc sur case blanche a4 · Pion blanc sur case noire b4 · Pion blanc sur case blanche c4 · Roi blanc sur case blanche h1 | Roi noir sur case noire h8 · Pion noir sur case blanche a6 · Pion noir sur case noire b6 · Pion noir sur case blanche c6 · Pion blanc sur case blanche a4 · Pion blanc sur case noire b4 · Pion blanc sur case blanche c4 · Roi blanc sur case blanche h1 | 2 |
| 1 | Roi noir sur case noire h8 · Pion noir sur case blanche a6 · Pion noir sur case noire b6 · Pion noir sur case blanche c6 · Pion blanc sur case blanche a4 · Pion blanc sur case noire b4 · Pion blanc sur case blanche c4 · Roi blanc sur case blanche h1 | Roi noir sur case noire h8 · Pion noir sur case blanche a6 · Pion noir sur case noire b6 · Pion noir sur case blanche c6 · Pion blanc sur case blanche a4 · Pion blanc sur case noire b4 · Pion blanc sur case blanche c4 · Roi blanc sur case blanche h1 | Roi noir sur case noire h8 · Pion noir sur case blanche a6 · Pion noir sur case noire b6 · Pion noir sur case blanche c6 · Pion blanc sur case blanche a4 · Pion blanc sur case noire b4 · Pion blanc sur case blanche c4 · Roi blanc sur case blanche h1 | Roi noir sur case noire h8 · Pion noir sur case blanche a6 · Pion noir sur case noire b6 · Pion noir sur case blanche c6 · Pion blanc sur case blanche a4 · Pion blanc sur case noire b4 · Pion blanc sur case blanche c4 · Roi blanc sur case blanche h1 | Roi noir sur case noire h8 · Pion noir sur case blanche a6 · Pion noir sur case noire b6 · Pion noir sur case blanche c6 · Pion blanc sur case blanche a4 · Pion blanc sur case noire b4 · Pion blanc sur case blanche c4 · Roi blanc sur case blanche h1 | Roi noir sur case noire h8 · Pion noir sur case blanche a6 · Pion noir sur case noire b6 · Pion noir sur case blanche c6 · Pion blanc sur case blanche a4 · Pion blanc sur case noire b4 · Pion blanc sur case blanche c4 · Roi blanc sur case blanche h1 | Roi noir sur case noire h8 · Pion noir sur case blanche a6 · Pion noir sur case noire b6 · Pion noir sur case blanche c6 · Pion blanc sur case blanche a4 · Pion blanc sur case noire b4 · Pion blanc sur case blanche c4 · Roi blanc sur case blanche h1 | Roi noir sur case noire h8 · Pion noir sur case blanche a6 · Pion noir sur case noire b6 · Pion noir sur case blanche c6 · Pion blanc sur case blanche a4 · Pion blanc sur case noire b4 · Pion blanc sur case blanche c4 · Roi blanc sur case blanche h1 | 1 |
|   | a | b | c | d | e | f | g | h |   |

Cette première étude, anonyme, est souvent proposée aux joueurs d'échecs débutants. Jouer la finale en approchant le roi blanc paraît naturel mais ce n'est pas la bonne solution. Il faut plutôt forcer le passage avec les pions, mais dans quel ordre ?
Solution : 1. b5! cxb5 2. a5! bxa5 3. c5! a4 4. c6 a3 5. c7 gain (si 1...axb5 2. c5! bxc5 3. a5! etc.)

### Deuxième étude
|   | a | b | c | d | e | f | g | h |   |
| 8 | Roi blanc sur case noire f8 · Tour blanche sur case noire g7 · Dame noire sur case blanche e6 · Roi noir sur case blanche h1 | Roi blanc sur case noire f8 · Tour blanche sur case noire g7 · Dame noire sur case blanche e6 · Roi noir sur case blanche h1 | Roi blanc sur case noire f8 · Tour blanche sur case noire g7 · Dame noire sur case blanche e6 · Roi noir sur case blanche h1 | Roi blanc sur case noire f8 · Tour blanche sur case noire g7 · Dame noire sur case blanche e6 · Roi noir sur case blanche h1 | Roi blanc sur case noire f8 · Tour blanche sur case noire g7 · Dame noire sur case blanche e6 · Roi noir sur case blanche h1 | Roi blanc sur case noire f8 · Tour blanche sur case noire g7 · Dame noire sur case blanche e6 · Roi noir sur case blanche h1 | Roi blanc sur case noire f8 · Tour blanche sur case noire g7 · Dame noire sur case blanche e6 · Roi noir sur case blanche h1 | Roi blanc sur case noire f8 · Tour blanche sur case noire g7 · Dame noire sur case blanche e6 · Roi noir sur case blanche h1 | 8 |
| 7 | Roi blanc sur case noire f8 · Tour blanche sur case noire g7 · Dame noire sur case blanche e6 · Roi noir sur case blanche h1 | Roi blanc sur case noire f8 · Tour blanche sur case noire g7 · Dame noire sur case blanche e6 · Roi noir sur case blanche h1 | Roi blanc sur case noire f8 · Tour blanche sur case noire g7 · Dame noire sur case blanche e6 · Roi noir sur case blanche h1 | Roi blanc sur case noire f8 · Tour blanche sur case noire g7 · Dame noire sur case blanche e6 · Roi noir sur case blanche h1 | Roi blanc sur case noire f8 · Tour blanche sur case noire g7 · Dame noire sur case blanche e6 · Roi noir sur case blanche h1 | Roi blanc sur case noire f8 · Tour blanche sur case noire g7 · Dame noire sur case blanche e6 · Roi noir sur case blanche h1 | Roi blanc sur case noire f8 · Tour blanche sur case noire g7 · Dame noire sur case blanche e6 · Roi noir sur case blanche h1 | Roi blanc sur case noire f8 · Tour blanche sur case noire g7 · Dame noire sur case blanche e6 · Roi noir sur case blanche h1 | 7 |
| 6 | Roi blanc sur case noire f8 · Tour blanche sur case noire g7 · Dame noire sur case blanche e6 · Roi noir sur case blanche h1 | Roi blanc sur case noire f8 · Tour blanche sur case noire g7 · Dame noire sur case blanche e6 · Roi noir sur case blanche h1 | Roi blanc sur case noire f8 · Tour blanche sur case noire g7 · Dame noire sur case blanche e6 · Roi noir sur case blanche h1 | Roi blanc sur case noire f8 · Tour blanche sur case noire g7 · Dame noire sur case blanche e6 · Roi noir sur case blanche h1 | Roi blanc sur case noire f8 · Tour blanche sur case noire g7 · Dame noire sur case blanche e6 · Roi noir sur case blanche h1 | Roi blanc sur case noire f8 · Tour blanche sur case noire g7 · Dame noire sur case blanche e6 · Roi noir sur case blanche h1 | Roi blanc sur case noire f8 · Tour blanche sur case noire g7 · Dame noire sur case blanche e6 · Roi noir sur case blanche h1 | Roi blanc sur case noire f8 · Tour blanche sur case noire g7 · Dame noire sur case blanche e6 · Roi noir sur case blanche h1 | 6 |
| 5 | Roi blanc sur case noire f8 · Tour blanche sur case noire g7 · Dame noire sur case blanche e6 · Roi noir sur case blanche h1 | Roi blanc sur case noire f8 · Tour blanche sur case noire g7 · Dame noire sur case blanche e6 · Roi noir sur case blanche h1 | Roi blanc sur case noire f8 · Tour blanche sur case noire g7 · Dame noire sur case blanche e6 · Roi noir sur case blanche h1 | Roi blanc sur case noire f8 · Tour blanche sur case noire g7 · Dame noire sur case blanche e6 · Roi noir sur case blanche h1 | Roi blanc sur case noire f8 · Tour blanche sur case noire g7 · Dame noire sur case blanche e6 · Roi noir sur case blanche h1 | Roi blanc sur case noire f8 · Tour blanche sur case noire g7 · Dame noire sur case blanche e6 · Roi noir sur case blanche h1 | Roi blanc sur case noire f8 · Tour blanche sur case noire g7 · Dame noire sur case blanche e6 · Roi noir sur case blanche h1 | Roi blanc sur case noire f8 · Tour blanche sur case noire g7 · Dame noire sur case blanche e6 · Roi noir sur case blanche h1 | 5 |
| 4 | Roi blanc sur case noire f8 · Tour blanche sur case noire g7 · Dame noire sur case blanche e6 · Roi noir sur case blanche h1 | Roi blanc sur case noire f8 · Tour blanche sur case noire g7 · Dame noire sur case blanche e6 · Roi noir sur case blanche h1 | Roi blanc sur case noire f8 · Tour blanche sur case noire g7 · Dame noire sur case blanche e6 · Roi noir sur case blanche h1 | Roi blanc sur case noire f8 · Tour blanche sur case noire g7 · Dame noire sur case blanche e6 · Roi noir sur case blanche h1 | Roi blanc sur case noire f8 · Tour blanche sur case noire g7 · Dame noire sur case blanche e6 · Roi noir sur case blanche h1 | Roi blanc sur case noire f8 · Tour blanche sur case noire g7 · Dame noire sur case blanche e6 · Roi noir sur case blanche h1 | Roi blanc sur case noire f8 · Tour blanche sur case noire g7 · Dame noire sur case blanche e6 · Roi noir sur case blanche h1 | Roi blanc sur case noire f8 · Tour blanche sur case noire g7 · Dame noire sur case blanche e6 · Roi noir sur case blanche h1 | 4 |
| 3 | Roi blanc sur case noire f8 · Tour blanche sur case noire g7 · Dame noire sur case blanche e6 · Roi noir sur case blanche h1 | Roi blanc sur case noire f8 · Tour blanche sur case noire g7 · Dame noire sur case blanche e6 · Roi noir sur case blanche h1 | Roi blanc sur case noire f8 · Tour blanche sur case noire g7 · Dame noire sur case blanche e6 · Roi noir sur case blanche h1 | Roi blanc sur case noire f8 · Tour blanche sur case noire g7 · Dame noire sur case blanche e6 · Roi noir sur case blanche h1 | Roi blanc sur case noire f8 · Tour blanche sur case noire g7 · Dame noire sur case blanche e6 · Roi noir sur case blanche h1 | Roi blanc sur case noire f8 · Tour blanche sur case noire g7 · Dame noire sur case blanche e6 · Roi noir sur case blanche h1 | Roi blanc sur case noire f8 · Tour blanche sur case noire g7 · Dame noire sur case blanche e6 · Roi noir sur case blanche h1 | Roi blanc sur case noire f8 · Tour blanche sur case noire g7 · Dame noire sur case blanche e6 · Roi noir sur case blanche h1 | 3 |
| 2 | Roi blanc sur case noire f8 · Tour blanche sur case noire g7 · Dame noire sur case blanche e6 · Roi noir sur case blanche h1 | Roi blanc sur case noire f8 · Tour blanche sur case noire g7 · Dame noire sur case blanche e6 · Roi noir sur case blanche h1 | Roi blanc sur case noire f8 · Tour blanche sur case noire g7 · Dame noire sur case blanche e6 · Roi noir sur case blanche h1 | Roi blanc sur case noire f8 · Tour blanche sur case noire g7 · Dame noire sur case blanche e6 · Roi noir sur case blanche h1 | Roi blanc sur case noire f8 · Tour blanche sur case noire g7 · Dame noire sur case blanche e6 · Roi noir sur case blanche h1 | Roi blanc sur case noire f8 · Tour blanche sur case noire g7 · Dame noire sur case blanche e6 · Roi noir sur case blanche h1 | Roi blanc sur case noire f8 · Tour blanche sur case noire g7 · Dame noire sur case blanche e6 · Roi noir sur case blanche h1 | Roi blanc sur case noire f8 · Tour blanche sur case noire g7 · Dame noire sur case blanche e6 · Roi noir sur case blanche h1 | 2 |
| 1 | Roi blanc sur case noire f8 · Tour blanche sur case noire g7 · Dame noire sur case blanche e6 · Roi noir sur case blanche h1 | Roi blanc sur case noire f8 · Tour blanche sur case noire g7 · Dame noire sur case blanche e6 · Roi noir sur case blanche h1 | Roi blanc sur case noire f8 · Tour blanche sur case noire g7 · Dame noire sur case blanche e6 · Roi noir sur case blanche h1 | Roi blanc sur case noire f8 · Tour blanche sur case noire g7 · Dame noire sur case blanche e6 · Roi noir sur case blanche h1 | Roi blanc sur case noire f8 · Tour blanche sur case noire g7 · Dame noire sur case blanche e6 · Roi noir sur case blanche h1 | Roi blanc sur case noire f8 · Tour blanche sur case noire g7 · Dame noire sur case blanche e6 · Roi noir sur case blanche h1 | Roi blanc sur case noire f8 · Tour blanche sur case noire g7 · Dame noire sur case blanche e6 · Roi noir sur case blanche h1 | Roi blanc sur case noire f8 · Tour blanche sur case noire g7 · Dame noire sur case blanche e6 · Roi noir sur case blanche h1 | 1 |
|   | a | b | c | d | e | f | g | h |   |

Dans cette deuxième étude, de D. Ponziani, on voit qu'il est parfois possible de sauver une partie malgré un déséquilibre matériel très important. En effet, la finale tour contre dame est sans espoir, mais les blancs ont un moyen de rétablir l'équilibre grâce à une suite de coups forcés.
Solution : 1.Th7+ Rg2 2.Tg7+ Rh3 (si 2...Rf3 3.Tf7+ Re3 4.Te7 gagne la dame) 3.Th7+ Rg4 4.Tg7+ Rh5 5.Th7+ Rg6 6.Tg7+ Rh6 et maintenant ? 7.Th7+! Rxh7 pat.

### Troisième étude

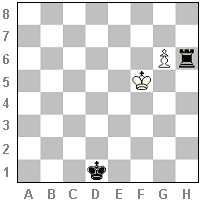
Les blancs jouent et gagnent
M. Lamare, Les Échecs modernes

Dans cette troisième étude, de Marcel Lamare, les blancs doivent promouvoir leur pion tout en prenant garde de ne pas laisser la moindre chance aux noirs.
Solution : 1.g7 Th5+ 2.Rf4! (si 2.Rg4? Th1 3.g8:D Tg1+ récupère la dame) Th4+ 3.Rf3 Th3+ 4.Rg2 gain.
À noter que la variante 3.Rg3 Th1 4.Rg2 fonctionne également, mais plus on se complique la vie (sans y être forcé), plus on a de chances de se tromper. Cette variante est tout de même présentée car elle donne des idées intéressantes qui peuvent servir pour d'autres finales.

### Quatrième étude
|   | a | b | c | d | e | f | g | h |   |
| 8 | Fou blanc sur case noire f8 · Pion noir sur case blanche f7 · Pion blanc sur case noire e5 · Pion blanc sur case noire d4 · Pion noir sur case blanche b3 · Pion blanc sur case noire c3 · Fou blanc sur case blanche h3 · Pion noir sur case blanche a2 · Pion blanc sur case noire b2 · Roi noir sur case noire a1 · Roi blanc sur case noire c1 | Fou blanc sur case noire f8 · Pion noir sur case blanche f7 · Pion blanc sur case noire e5 · Pion blanc sur case noire d4 · Pion noir sur case blanche b3 · Pion blanc sur case noire c3 · Fou blanc sur case blanche h3 · Pion noir sur case blanche a2 · Pion blanc sur case noire b2 · Roi noir sur case noire a1 · Roi blanc sur case noire c1 | Fou blanc sur case noire f8 · Pion noir sur case blanche f7 · Pion blanc sur case noire e5 · Pion blanc sur case noire d4 · Pion noir sur case blanche b3 · Pion blanc sur case noire c3 · Fou blanc sur case blanche h3 · Pion noir sur case blanche a2 · Pion blanc sur case noire b2 · Roi noir sur case noire a1 · Roi blanc sur case noire c1 | Fou blanc sur case noire f8 · Pion noir sur case blanche f7 · Pion blanc sur case noire e5 · Pion blanc sur case noire d4 · Pion noir sur case blanche b3 · Pion blanc sur case noire c3 · Fou blanc sur case blanche h3 · Pion noir sur case blanche a2 · Pion blanc sur case noire b2 · Roi noir sur case noire a1 · Roi blanc sur case noire c1 | Fou blanc sur case noire f8 · Pion noir sur case blanche f7 · Pion blanc sur case noire e5 · Pion blanc sur case noire d4 · Pion noir sur case blanche b3 · Pion blanc sur case noire c3 · Fou blanc sur case blanche h3 · Pion noir sur case blanche a2 · Pion blanc sur case noire b2 · Roi noir sur case noire a1 · Roi blanc sur case noire c1 | Fou blanc sur case noire f8 · Pion noir sur case blanche f7 · Pion blanc sur case noire e5 · Pion blanc sur case noire d4 · Pion noir sur case blanche b3 · Pion blanc sur case noire c3 · Fou blanc sur case blanche h3 · Pion noir sur case blanche a2 · Pion blanc sur case noire b2 · Roi noir sur case noire a1 · Roi blanc sur case noire c1 | Fou blanc sur case noire f8 · Pion noir sur case blanche f7 · Pion blanc sur case noire e5 · Pion blanc sur case noire d4 · Pion noir sur case blanche b3 · Pion blanc sur case noire c3 · Fou blanc sur case blanche h3 · Pion noir sur case blanche a2 · Pion blanc sur case noire b2 · Roi noir sur case noire a1 · Roi blanc sur case noire c1 | Fou blanc sur case noire f8 · Pion noir sur case blanche f7 · Pion blanc sur case noire e5 · Pion blanc sur case noire d4 · Pion noir sur case blanche b3 · Pion blanc sur case noire c3 · Fou blanc sur case blanche h3 · Pion noir sur case blanche a2 · Pion blanc sur case noire b2 · Roi noir sur case noire a1 · Roi blanc sur case noire c1 | 8 |
| 7 | Fou blanc sur case noire f8 · Pion noir sur case blanche f7 · Pion blanc sur case noire e5 · Pion blanc sur case noire d4 · Pion noir sur case blanche b3 · Pion blanc sur case noire c3 · Fou blanc sur case blanche h3 · Pion noir sur case blanche a2 · Pion blanc sur case noire b2 · Roi noir sur case noire a1 · Roi blanc sur case noire c1 | Fou blanc sur case noire f8 · Pion noir sur case blanche f7 · Pion blanc sur case noire e5 · Pion blanc sur case noire d4 · Pion noir sur case blanche b3 · Pion blanc sur case noire c3 · Fou blanc sur case blanche h3 · Pion noir sur case blanche a2 · Pion blanc sur case noire b2 · Roi noir sur case noire a1 · Roi blanc sur case noire c1 | Fou blanc sur case noire f8 · Pion noir sur case blanche f7 · Pion blanc sur case noire e5 · Pion blanc sur case noire d4 · Pion noir sur case blanche b3 · Pion blanc sur case noire c3 · Fou blanc sur case blanche h3 · Pion noir sur case blanche a2 · Pion blanc sur case noire b2 · Roi noir sur case noire a1 · Roi blanc sur case noire c1 | Fou blanc sur case noire f8 · Pion noir sur case blanche f7 · Pion blanc sur case noire e5 · Pion blanc sur case noire d4 · Pion noir sur case blanche b3 · Pion blanc sur case noire c3 · Fou blanc sur case blanche h3 · Pion noir sur case blanche a2 · Pion blanc sur case noire b2 · Roi noir sur case noire a1 · Roi blanc sur case noire c1 | Fou blanc sur case noire f8 · Pion noir sur case blanche f7 · Pion blanc sur case noire e5 · Pion blanc sur case noire d4 · Pion noir sur case blanche b3 · Pion blanc sur case noire c3 · Fou blanc sur case blanche h3 · Pion noir sur case blanche a2 · Pion blanc sur case noire b2 · Roi noir sur case noire a1 · Roi blanc sur case noire c1 | Fou blanc sur case noire f8 · Pion noir sur case blanche f7 · Pion blanc sur case noire e5 · Pion blanc sur case noire d4 · Pion noir sur case blanche b3 · Pion blanc sur case noire c3 · Fou blanc sur case blanche h3 · Pion noir sur case blanche a2 · Pion blanc sur case noire b2 · Roi noir sur case noire a1 · Roi blanc sur case noire c1 | Fou blanc sur case noire f8 · Pion noir sur case blanche f7 · Pion blanc sur case noire e5 · Pion blanc sur case noire d4 · Pion noir sur case blanche b3 · Pion blanc sur case noire c3 · Fou blanc sur case blanche h3 · Pion noir sur case blanche a2 · Pion blanc sur case noire b2 · Roi noir sur case noire a1 · Roi blanc sur case noire c1 | Fou blanc sur case noire f8 · Pion noir sur case blanche f7 · Pion blanc sur case noire e5 · Pion blanc sur case noire d4 · Pion noir sur case blanche b3 · Pion blanc sur case noire c3 · Fou blanc sur case blanche h3 · Pion noir sur case blanche a2 · Pion blanc sur case noire b2 · Roi noir sur case noire a1 · Roi blanc sur case noire c1 | 7 |
| 6 | Fou blanc sur case noire f8 · Pion noir sur case blanche f7 · Pion blanc sur case noire e5 · Pion blanc sur case noire d4 · Pion noir sur case blanche b3 · Pion blanc sur case noire c3 · Fou blanc sur case blanche h3 · Pion noir sur case blanche a2 · Pion blanc sur case noire b2 · Roi noir sur case noire a1 · Roi blanc sur case noire c1 | Fou blanc sur case noire f8 · Pion noir sur case blanche f7 · Pion blanc sur case noire e5 · Pion blanc sur case noire d4 · Pion noir sur case blanche b3 · Pion blanc sur case noire c3 · Fou blanc sur case blanche h3 · Pion noir sur case blanche a2 · Pion blanc sur case noire b2 · Roi noir sur case noire a1 · Roi blanc sur case noire c1 | Fou blanc sur case noire f8 · Pion noir sur case blanche f7 · Pion blanc sur case noire e5 · Pion blanc sur case noire d4 · Pion noir sur case blanche b3 · Pion blanc sur case noire c3 · Fou blanc sur case blanche h3 · Pion noir sur case blanche a2 · Pion blanc sur case noire b2 · Roi noir sur case noire a1 · Roi blanc sur case noire c1 | Fou blanc sur case noire f8 · Pion noir sur case blanche f7 · Pion blanc sur case noire e5 · Pion blanc sur case noire d4 · Pion noir sur case blanche b3 · Pion blanc sur case noire c3 · Fou blanc sur case blanche h3 · Pion noir sur case blanche a2 · Pion blanc sur case noire b2 · Roi noir sur case noire a1 · Roi blanc sur case noire c1 | Fou blanc sur case noire f8 · Pion noir sur case blanche f7 · Pion blanc sur case noire e5 · Pion blanc sur case noire d4 · Pion noir sur case blanche b3 · Pion blanc sur case noire c3 · Fou blanc sur case blanche h3 · Pion noir sur case blanche a2 · Pion blanc sur case noire b2 · Roi noir sur case noire a1 · Roi blanc sur case noire c1 | Fou blanc sur case noire f8 · Pion noir sur case blanche f7 · Pion blanc sur case noire e5 · Pion blanc sur case noire d4 · Pion noir sur case blanche b3 · Pion blanc sur case noire c3 · Fou blanc sur case blanche h3 · Pion noir sur case blanche a2 · Pion blanc sur case noire b2 · Roi noir sur case noire a1 · Roi blanc sur case noire c1 | Fou blanc sur case noire f8 · Pion noir sur case blanche f7 · Pion blanc sur case noire e5 · Pion blanc sur case noire d4 · Pion noir sur case blanche b3 · Pion blanc sur case noire c3 · Fou blanc sur case blanche h3 · Pion noir sur case blanche a2 · Pion blanc sur case noire b2 · Roi noir sur case noire a1 · Roi blanc sur case noire c1 | Fou blanc sur case noire f8 · Pion noir sur case blanche f7 · Pion blanc sur case noire e5 · Pion blanc sur case noire d4 · Pion noir sur case blanche b3 · Pion blanc sur case noire c3 · Fou blanc sur case blanche h3 · Pion noir sur case blanche a2 · Pion blanc sur case noire b2 · Roi noir sur case noire a1 · Roi blanc sur case noire c1 | 6 |
| 5 | Fou blanc sur case noire f8 · Pion noir sur case blanche f7 · Pion blanc sur case noire e5 · Pion blanc sur case noire d4 · Pion noir sur case blanche b3 · Pion blanc sur case noire c3 · Fou blanc sur case blanche h3 · Pion noir sur case blanche a2 · Pion blanc sur case noire b2 · Roi noir sur case noire a1 · Roi blanc sur case noire c1 | Fou blanc sur case noire f8 · Pion noir sur case blanche f7 · Pion blanc sur case noire e5 · Pion blanc sur case noire d4 · Pion noir sur case blanche b3 · Pion blanc sur case noire c3 · Fou blanc sur case blanche h3 · Pion noir sur case blanche a2 · Pion blanc sur case noire b2 · Roi noir sur case noire a1 · Roi blanc sur case noire c1 | Fou blanc sur case noire f8 · Pion noir sur case blanche f7 · Pion blanc sur case noire e5 · Pion blanc sur case noire d4 · Pion noir sur case blanche b3 · Pion blanc sur case noire c3 · Fou blanc sur case blanche h3 · Pion noir sur case blanche a2 · Pion blanc sur case noire b2 · Roi noir sur case noire a1 · Roi blanc sur case noire c1 | Fou blanc sur case noire f8 · Pion noir sur case blanche f7 · Pion blanc sur case noire e5 · Pion blanc sur case noire d4 · Pion noir sur case blanche b3 · Pion blanc sur case noire c3 · Fou blanc sur case blanche h3 · Pion noir sur case blanche a2 · Pion blanc sur case noire b2 · Roi noir sur case noire a1 · Roi blanc sur case noire c1 | Fou blanc sur case noire f8 · Pion noir sur case blanche f7 · Pion blanc sur case noire e5 · Pion blanc sur case noire d4 · Pion noir sur case blanche b3 · Pion blanc sur case noire c3 · Fou blanc sur case blanche h3 · Pion noir sur case blanche a2 · Pion blanc sur case noire b2 · Roi noir sur case noire a1 · Roi blanc sur case noire c1 | Fou blanc sur case noire f8 · Pion noir sur case blanche f7 · Pion blanc sur case noire e5 · Pion blanc sur case noire d4 · Pion noir sur case blanche b3 · Pion blanc sur case noire c3 · Fou blanc sur case blanche h3 · Pion noir sur case blanche a2 · Pion blanc sur case noire b2 · Roi noir sur case noire a1 · Roi blanc sur case noire c1 | Fou blanc sur case noire f8 · Pion noir sur case blanche f7 · Pion blanc sur case noire e5 · Pion blanc sur case noire d4 · Pion noir sur case blanche b3 · Pion blanc sur case noire c3 · Fou blanc sur case blanche h3 · Pion noir sur case blanche a2 · Pion blanc sur case noire b2 · Roi noir sur case noire a1 · Roi blanc sur case noire c1 | Fou blanc sur case noire f8 · Pion noir sur case blanche f7 · Pion blanc sur case noire e5 · Pion blanc sur case noire d4 · Pion noir sur case blanche b3 · Pion blanc sur case noire c3 · Fou blanc sur case blanche h3 · Pion noir sur case blanche a2 · Pion blanc sur case noire b2 · Roi noir sur case noire a1 · Roi blanc sur case noire c1 | 5 |
| 4 | Fou blanc sur case noire f8 · Pion noir sur case blanche f7 · Pion blanc sur case noire e5 · Pion blanc sur case noire d4 · Pion noir sur case blanche b3 · Pion blanc sur case noire c3 · Fou blanc sur case blanche h3 · Pion noir sur case blanche a2 · Pion blanc sur case noire b2 · Roi noir sur case noire a1 · Roi blanc sur case noire c1 | Fou blanc sur case noire f8 · Pion noir sur case blanche f7 · Pion blanc sur case noire e5 · Pion blanc sur case noire d4 · Pion noir sur case blanche b3 · Pion blanc sur case noire c3 · Fou blanc sur case blanche h3 · Pion noir sur case blanche a2 · Pion blanc sur case noire b2 · Roi noir sur case noire a1 · Roi blanc sur case noire c1 | Fou blanc sur case noire f8 · Pion noir sur case blanche f7 · Pion blanc sur case noire e5 · Pion blanc sur case noire d4 · Pion noir sur case blanche b3 · Pion blanc sur case noire c3 · Fou blanc sur case blanche h3 · Pion noir sur case blanche a2 · Pion blanc sur case noire b2 · Roi noir sur case noire a1 · Roi blanc sur case noire c1 | Fou blanc sur case noire f8 · Pion noir sur case blanche f7 · Pion blanc sur case noire e5 · Pion blanc sur case noire d4 · Pion noir sur case blanche b3 · Pion blanc sur case noire c3 · Fou blanc sur case blanche h3 · Pion noir sur case blanche a2 · Pion blanc sur case noire b2 · Roi noir sur case noire a1 · Roi blanc sur case noire c1 | Fou blanc sur case noire f8 · Pion noir sur case blanche f7 · Pion blanc sur case noire e5 · Pion blanc sur case noire d4 · Pion noir sur case blanche b3 · Pion blanc sur case noire c3 · Fou blanc sur case blanche h3 · Pion noir sur case blanche a2 · Pion blanc sur case noire b2 · Roi noir sur case noire a1 · Roi blanc sur case noire c1 | Fou blanc sur case noire f8 · Pion noir sur case blanche f7 · Pion blanc sur case noire e5 · Pion blanc sur case noire d4 · Pion noir sur case blanche b3 · Pion blanc sur case noire c3 · Fou blanc sur case blanche h3 · Pion noir sur case blanche a2 · Pion blanc sur case noire b2 · Roi noir sur case noire a1 · Roi blanc sur case noire c1 | Fou blanc sur case noire f8 · Pion noir sur case blanche f7 · Pion blanc sur case noire e5 · Pion blanc sur case noire d4 · Pion noir sur case blanche b3 · Pion blanc sur case noire c3 · Fou blanc sur case blanche h3 · Pion noir sur case blanche a2 · Pion blanc sur case noire b2 · Roi noir sur case noire a1 · Roi blanc sur case noire c1 | Fou blanc sur case noire f8 · Pion noir sur case blanche f7 · Pion blanc sur case noire e5 · Pion blanc sur case noire d4 · Pion noir sur case blanche b3 · Pion blanc sur case noire c3 · Fou blanc sur case blanche h3 · Pion noir sur case blanche a2 · Pion blanc sur case noire b2 · Roi noir sur case noire a1 · Roi blanc sur case noire c1 | 4 |
| 3 | Fou blanc sur case noire f8 · Pion noir sur case blanche f7 · Pion blanc sur case noire e5 · Pion blanc sur case noire d4 · Pion noir sur case blanche b3 · Pion blanc sur case noire c3 · Fou blanc sur case blanche h3 · Pion noir sur case blanche a2 · Pion blanc sur case noire b2 · Roi noir sur case noire a1 · Roi blanc sur case noire c1 | Fou blanc sur case noire f8 · Pion noir sur case blanche f7 · Pion blanc sur case noire e5 · Pion blanc sur case noire d4 · Pion noir sur case blanche b3 · Pion blanc sur case noire c3 · Fou blanc sur case blanche h3 · Pion noir sur case blanche a2 · Pion blanc sur case noire b2 · Roi noir sur case noire a1 · Roi blanc sur case noire c1 | Fou blanc sur case noire f8 · Pion noir sur case blanche f7 · Pion blanc sur case noire e5 · Pion blanc sur case noire d4 · Pion noir sur case blanche b3 · Pion blanc sur case noire c3 · Fou blanc sur case blanche h3 · Pion noir sur case blanche a2 · Pion blanc sur case noire b2 · Roi noir sur case noire a1 · Roi blanc sur case noire c1 | Fou blanc sur case noire f8 · Pion noir sur case blanche f7 · Pion blanc sur case noire e5 · Pion blanc sur case noire d4 · Pion noir sur case blanche b3 · Pion blanc sur case noire c3 · Fou blanc sur case blanche h3 · Pion noir sur case blanche a2 · Pion blanc sur case noire b2 · Roi noir sur case noire a1 · Roi blanc sur case noire c1 | Fou blanc sur case noire f8 · Pion noir sur case blanche f7 · Pion blanc sur case noire e5 · Pion blanc sur case noire d4 · Pion noir sur case blanche b3 · Pion blanc sur case noire c3 · Fou blanc sur case blanche h3 · Pion noir sur case blanche a2 · Pion blanc sur case noire b2 · Roi noir sur case noire a1 · Roi blanc sur case noire c1 | Fou blanc sur case noire f8 · Pion noir sur case blanche f7 · Pion blanc sur case noire e5 · Pion blanc sur case noire d4 · Pion noir sur case blanche b3 · Pion blanc sur case noire c3 · Fou blanc sur case blanche h3 · Pion noir sur case blanche a2 · Pion blanc sur case noire b2 · Roi noir sur case noire a1 · Roi blanc sur case noire c1 | Fou blanc sur case noire f8 · Pion noir sur case blanche f7 · Pion blanc sur case noire e5 · Pion blanc sur case noire d4 · Pion noir sur case blanche b3 · Pion blanc sur case noire c3 · Fou blanc sur case blanche h3 · Pion noir sur case blanche a2 · Pion blanc sur case noire b2 · Roi noir sur case noire a1 · Roi blanc sur case noire c1 | Fou blanc sur case noire f8 · Pion noir sur case blanche f7 · Pion blanc sur case noire e5 · Pion blanc sur case noire d4 · Pion noir sur case blanche b3 · Pion blanc sur case noire c3 · Fou blanc sur case blanche h3 · Pion noir sur case blanche a2 · Pion blanc sur case noire b2 · Roi noir sur case noire a1 · Roi blanc sur case noire c1 | 3 |
| 2 | Fou blanc sur case noire f8 · Pion noir sur case blanche f7 · Pion blanc sur case noire e5 · Pion blanc sur case noire d4 · Pion noir sur case blanche b3 · Pion blanc sur case noire c3 · Fou blanc sur case blanche h3 · Pion noir sur case blanche a2 · Pion blanc sur case noire b2 · Roi noir sur case noire a1 · Roi blanc sur case noire c1 | Fou blanc sur case noire f8 · Pion noir sur case blanche f7 · Pion blanc sur case noire e5 · Pion blanc sur case noire d4 · Pion noir sur case blanche b3 · Pion blanc sur case noire c3 · Fou blanc sur case blanche h3 · Pion noir sur case blanche a2 · Pion blanc sur case noire b2 · Roi noir sur case noire a1 · Roi blanc sur case noire c1 | Fou blanc sur case noire f8 · Pion noir sur case blanche f7 · Pion blanc sur case noire e5 · Pion blanc sur case noire d4 · Pion noir sur case blanche b3 · Pion blanc sur case noire c3 · Fou blanc sur case blanche h3 · Pion noir sur case blanche a2 · Pion blanc sur case noire b2 · Roi noir sur case noire a1 · Roi blanc sur case noire c1 | Fou blanc sur case noire f8 · Pion noir sur case blanche f7 · Pion blanc sur case noire e5 · Pion blanc sur case noire d4 · Pion noir sur case blanche b3 · Pion blanc sur case noire c3 · Fou blanc sur case blanche h3 · Pion noir sur case blanche a2 · Pion blanc sur case noire b2 · Roi noir sur case noire a1 · Roi blanc sur case noire c1 | Fou blanc sur case noire f8 · Pion noir sur case blanche f7 · Pion blanc sur case noire e5 · Pion blanc sur case noire d4 · Pion noir sur case blanche b3 · Pion blanc sur case noire c3 · Fou blanc sur case blanche h3 · Pion noir sur case blanche a2 · Pion blanc sur case noire b2 · Roi noir sur case noire a1 · Roi blanc sur case noire c1 | Fou blanc sur case noire f8 · Pion noir sur case blanche f7 · Pion blanc sur case noire e5 · Pion blanc sur case noire d4 · Pion noir sur case blanche b3 · Pion blanc sur case noire c3 · Fou blanc sur case blanche h3 · Pion noir sur case blanche a2 · Pion blanc sur case noire b2 · Roi noir sur case noire a1 · Roi blanc sur case noire c1 | Fou blanc sur case noire f8 · Pion noir sur case blanche f7 · Pion blanc sur case noire e5 · Pion blanc sur case noire d4 · Pion noir sur case blanche b3 · Pion blanc sur case noire c3 · Fou blanc sur case blanche h3 · Pion noir sur case blanche a2 · Pion blanc sur case noire b2 · Roi noir sur case noire a1 · Roi blanc sur case noire c1 | Fou blanc sur case noire f8 · Pion noir sur case blanche f7 · Pion blanc sur case noire e5 · Pion blanc sur case noire d4 · Pion noir sur case blanche b3 · Pion blanc sur case noire c3 · Fou blanc sur case blanche h3 · Pion noir sur case blanche a2 · Pion blanc sur case noire b2 · Roi noir sur case noire a1 · Roi blanc sur case noire c1 | 2 |
| 1 | Fou blanc sur case noire f8 · Pion noir sur case blanche f7 · Pion blanc sur case noire e5 · Pion blanc sur case noire d4 · Pion noir sur case blanche b3 · Pion blanc sur case noire c3 · Fou blanc sur case blanche h3 · Pion noir sur case blanche a2 · Pion blanc sur case noire b2 · Roi noir sur case noire a1 · Roi blanc sur case noire c1 | Fou blanc sur case noire f8 · Pion noir sur case blanche f7 · Pion blanc sur case noire e5 · Pion blanc sur case noire d4 · Pion noir sur case blanche b3 · Pion blanc sur case noire c3 · Fou blanc sur case blanche h3 · Pion noir sur case blanche a2 · Pion blanc sur case noire b2 · Roi noir sur case noire a1 · Roi blanc sur case noire c1 | Fou blanc sur case noire f8 · Pion noir sur case blanche f7 · Pion blanc sur case noire e5 · Pion blanc sur case noire d4 · Pion noir sur case blanche b3 · Pion blanc sur case noire c3 · Fou blanc sur case blanche h3 · Pion noir sur case blanche a2 · Pion blanc sur case noire b2 · Roi noir sur case noire a1 · Roi blanc sur case noire c1 | Fou blanc sur case noire f8 · Pion noir sur case blanche f7 · Pion blanc sur case noire e5 · Pion blanc sur case noire d4 · Pion noir sur case blanche b3 · Pion blanc sur case noire c3 · Fou blanc sur case blanche h3 · Pion noir sur case blanche a2 · Pion blanc sur case noire b2 · Roi noir sur case noire a1 · Roi blanc sur case noire c1 | Fou blanc sur case noire f8 · Pion noir sur case blanche f7 · Pion blanc sur case noire e5 · Pion blanc sur case noire d4 · Pion noir sur case blanche b3 · Pion blanc sur case noire c3 · Fou blanc sur case blanche h3 · Pion noir sur case blanche a2 · Pion blanc sur case noire b2 · Roi noir sur case noire a1 · Roi blanc sur case noire c1 | Fou blanc sur case noire f8 · Pion noir sur case blanche f7 · Pion blanc sur case noire e5 · Pion blanc sur case noire d4 · Pion noir sur case blanche b3 · Pion blanc sur case noire c3 · Fou blanc sur case blanche h3 · Pion noir sur case blanche a2 · Pion blanc sur case noire b2 · Roi noir sur case noire a1 · Roi blanc sur case noire c1 | Fou blanc sur case noire f8 · Pion noir sur case blanche f7 · Pion blanc sur case noire e5 · Pion blanc sur case noire d4 · Pion noir sur case blanche b3 · Pion blanc sur case noire c3 · Fou blanc sur case blanche h3 · Pion noir sur case blanche a2 · Pion blanc sur case noire b2 · Roi noir sur case noire a1 · Roi blanc sur case noire c1 | Fou blanc sur case noire f8 · Pion noir sur case blanche f7 · Pion blanc sur case noire e5 · Pion blanc sur case noire d4 · Pion noir sur case blanche b3 · Pion blanc sur case noire c3 · Fou blanc sur case blanche h3 · Pion noir sur case blanche a2 · Pion blanc sur case noire b2 · Roi noir sur case noire a1 · Roi blanc sur case noire c1 | 1 |
|   | a | b | c | d | e | f | g | h |   |

La quatrième étude, d'un auteur resté anonyme, présente une méthode humoristique pour obtenir le gain. Les Blancs ont deux fous d'avance ce qui, en temps normal, est amplement suffisant pour prétendre au gain. Toutefois, le roi noir est enfermé et il n'est pas question de le libérer. D'autre part, les Noirs vont avancer leur pion libre et les blancs ne pourront pas le capturer sans pater le roi noir.
Comment les Blancs peuvent-ils gagner ?
Solution : 1.Ff5! (empêche f5) f6 2.Fa3! (si exf6 pat) fxe5 3.Fe4 (empêche e4) exd4 4.Fd3 (empêche d3) dxc3 5.bxc3 b2+ (forcé) 6.Fxb2 mat)
Cette étude est également un problème d'échecs dont l'énoncé est « mat en 6 coups ».

### Cinquième étude

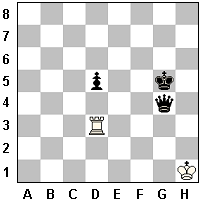
Les Blancs jouent et font nulle
Hans Cohn, N.N.

La cinquième étude, de Hans Cohn, illustre bien ce que l'on recherche dans la composition échiquéenne. L'équilibre des forces est nettement en faveur des Noirs qui ont une dame et un pion contre une tour, donc a priori un gain facile. Comment les Blancs peuvent-ils annuler ?
Solution : 1.Tg3! et si 1...Dxg3 le roi blanc est pat.
La solution continue avec 1...d4 2.Rg2 (les Blancs ne peuvent pas échanger leur tour contre la dame, car la finale de pion qui s'ensuit est gagnante pour les Noirs) 2.d3, Rf1! (après ce coup les Blancs vont prendre la dame, d'où) 3...Dxg3 pat, la partie est nulle. Si le premier pat est trivial, le second en revanche est une surprise.

### Sixième étude

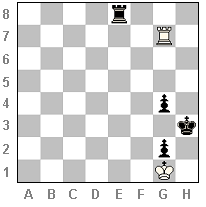
Les blancs jouent et font nulle
A. Salvio, Trattato dell'inventione et Arte liberale del Gioco di Schacchi, 1604

Dans cette sixième étude, de A. Salvio, les blancs sont en très mauvaise posture. Les noirs menacent d'un mat en deux coups: 1...Te1+ 2.Rf2 g1:D mat. Les blancs doivent agir énergiquement.
Solution: 1.Th7+! Rg3 2.Te7! Txe7 pat. En effet, les noirs ne peuvent pas vraiment améliorer leur jeu, si par exemple 2...Ta8(ou b8/c8/d8/f8/g8/h8) alors 3.Ta7(b7/c7/d7/f7/g7/h7) TxT pat. Cette étude ancienne présente peut-être le défaut suivant : les blancs n'ont vraiment pas d'autre choix que de jouer les bons coups car la menace 1...Te1+ est très forte. On recherche en général, dans les études d'échecs, un meilleur compromis entre les éléments esthétiques et la difficulté de résolution. Cependant, la chasse de la tour noire sur la huitième rangée est instructive.

### Septième étude

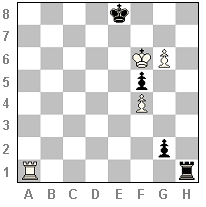
Les blancs jouent et gagnent
Ph. Stamma, Essai sur le Jeu d'Échecs, 1737

La septième étude, de Ph. Stamma, offre un peu plus de possibilités aux blancs de se tromper. Les deux camps sont sur le point de promouvoir un pion mais les noirs sont en avance. Si 1.g7? g1:D 2.g8:D+ Dxg8 3.Ta8+ Rd7 4.Txg8 le pion f5 est perdu mais la finale qui s'ensuit est nulle bien qu'elle demande de sérieuses connaissances, voir The basics of rook and pawn endings (en anglais). Cependant, les blancs trouvent un moyen de terminer la partie en seulement deux coups.
Solution: 1.Tg1! Txg1 2.g7 gain. Les noirs ont obstrué leur pion et rien ne peut plus empêcher la promotion du pion blanc.

### Huitième étude

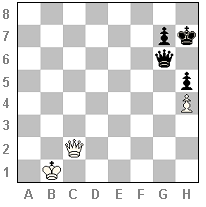
Les blancs jouent et font nulle
Richard Schurig, onbekend

Dans cette huitième étude, de R. Schurig, l'échange des dames mène à une finale très facile pour les noirs. Pourtant, les blancs annulent cette position presque immédiatement.
Solution: 1.Ra1! et si 1...Dxc2 pat. La solution continue avec 1...Rh6 2.Dd2+ Rh7 3.Dc2! nulle. Les noirs ne peuvent pas éviter la répétition de la position et les blancs obtiennent donc la nullité. Le terme utilisé pour ce genre de position est nulle positionnelle.

### Ouvrages généraux
- (en) John Beasley et Timothy Whitworth, Endgame Magic, Batsford, 1996
- Alain Biénabe, Le Guide des échecs : traité complet, Paris, Robert Laffont, coll. « Bouquins », 1993 (1re éd. 1993), 1592 p. (ISBN 978-2-221-05913-5), partie 8, « La composition d'échecs »
- (de) Anatoli Karpow et Jewgeni Gik (trad. Dagobert Kohlmeyer), Schach Studien, Hollfeld, Beyer-Verlag, 1991, 135 p. (ISBN 3-88805-086-3)
- (en) John Nunn, Solving in Style, Gambit, 2002, 248 p.  (ISBN 978-1901983661)
- John Nunn, L'Art des finales : 250 études d'anthologie (traduit par François-Xavier Priour), Montpellier, 2008, Olibris, 330 p.  (ISBN 978-2-916340-22-7)
Titre original (en) Endgame Challenge, Gambit, 2002.
- (en) Arthur John Roycroft, Test Tube Chess, Faber, 1972

### Recueils d'un auteur
- (en) Genrikh Moiseyevich Kasparian (trad. A. Krivoviaz, préf. Sam Sloan), Domination in 2,545 Endgame Studies, Ishi Press International, 2007 (1re éd. 1974), 542 p. (ISBN 978-0-923891-87-9 et 0-923891-87-0)
Notation algébrique anglaise.
- (en) Genrikh Moiseyevich Kasparian, 888 Miniatures Studies, Belgrade, BeoSing, 2010, 384 p. (ISBN 978-86-7686-147-7)
- (en) Jan Timman (trad. Peter Boel, préf. Jan Timman), The Art of the Endgame : My Journeys in the Magical World of Endgame Studies, Alkmaar, New in Chess, 2011 (1re éd. 2011), 269 p. (ISBN 978-90-5691-369-4)
- (en) Alexeï Alexeyevich Troitzky (préf. Sam Sloan), Collection of Chess Studies by A. A. Troizky, New York, Ishi Press International, 2006 (1re éd. 1937), 264 p. (ISBN 0-923891-10-2)
- Henri Rinck, 300 fins de partie : 3e édition de « 150 fins de partie », Barcelone, Hijos de Paluzie, 1919, 646 p.

### Divers
- (en) Jan Timman (trad. Kees van Aert), Studies ans Games, Londres, Cadogan, 1996, 192 p. (ISBN 1-85744-126-5)